# Cesc Fàbregas
Pour les articles homonymes, voir Fabregas et Soler.
Fabregas  Soler est un nom espagnol. Le premier nom de famille, en général paternel, est Fabregas ; le second, en général maternel, souvent omis, est Soler.
Francesc Fàbregas i Soler, né le 4 mai 1987 à Arenys de Mar (Catalogne), en Espagne, est un footballeur international espagnol ayant évolué au poste de milieu de terrain du début des années 2000 au début des années 2020. Il se reconvertit ensuite en tant qu'entraîneur et est actuellement en poste au Como 1907.
Surnommé « Cesc », il est formé à La Masia de Barcelone, avant d'être recruté à l'âge de 16 ans par Arsène Wenger, manager du club anglais d'Arsenal. Après avoir fait ses débuts dès 2003 en équipe première, Fàbregas s'impose peu à peu dans l'entre-jeu londonien, battant au passage quelques records du club, jusqu'à devenir cadre et capitaine de l'équipe. Il est le deuxième meilleur passeur décisif de l'histoire de la Premier League et le joueur espagnol ayant joué le plus de match dans cette compétition.
En août 2011, Fàbregas quitte Arsenal pour retourner au FC Barcelone. En juin 2014, il s'engage à Chelsea, rival de son ancien club, Arsenal. En 2019, il rejoint l'AS Monaco, alors entraîné par son ancien coéquipier d'Arsenal Thierry Henry. Le Catalan demeure au club trois ans et demi avec un bilan mitigé et signe à Côme 1907 à l'été 2022. Il y effectue sa dernière saison professionnelle avant de prendre sa retraite en juillet 2023.
Régulièrement appelé en sélection espagnole, Fàbregas fait partie de la génération dorée qui remporte le triplé historique Euro 2008-Coupe du monde 2010-Euro 2012.

## Biographie

### Formation au Barça (1997-2003)
Francesc Fàbregas naît le 4 mai 1987 à Arenys de Mar, en Espagne. Son père, Francesc Fàbregas Sr, est dirigeant d'une société dans l'immobilier, et sa mère, Nuria Soler, propriétaire d'une pâtisserie. Cesc Fàbregas est supporter du FC Barcelone depuis qu'il est enfant, et assiste à son premier match à l'âge de neuf mois, accompagné de son grand-père. C'est d'ailleurs dans le club catalan qu'il commence sa carrière aux côtés notamment de deux de ses proches amis et futurs coéquipiers qui deviendront eux aussi professionnels au Barça, Lionel Messi et Gerard Pique. Au départ, il joue principalement au poste de milieu défensif, bien qu'il soit aussi un buteur prolifique, inscrivant parfois plus de 30 buts en une saison. Cependant, il ne joue pas un seul match en équipe première.
Sentant qu'il aurait peu de chances d'émerger au Barça, Fàbregas décide à l'âge de seize ans de signer à Arsenal, le 11 septembre 2003. Le transfert se réalise dans des circonstances houleuses. Arsène Wenger connaît déjà le joueur et sa réputation, mais n'est pas autorisé à le visionner au sein de l'académie des jeunes du Barça. Il se rend alors en Finlande où il peut voir Fàbregas s'illustrer à la Coupe du monde des moins de 17 ans ; le jeune Catalan y remporte le soulier d'or (meilleur buteur) et est élu meilleur joueur du tournoi. Fàbregas est convaincu par l'offre de Wenger et s'engage gratuitement chez les Gunners. Ce n'est qu'après une plainte du FC Barcelone auprès de la FIFA qu'Arsenal doit verser 700 000 livres de compensation.

### Fàbregas à Arsenal: De la réserve au brassard (2003-2011)

#### Rapidement titulaire (2003-2007)
Au début, Cesc Fàbregas trouve la vie difficile dans la capitale londonienne, mais les choses s'améliorent lorsqu'il se lie d'amitié avec son coéquipier Philippe Senderos, qui l'aide à s'installer et à prendre ses marques. Étant âgé seulement de 16 ans, Fàbregas ne songe pas encore à s'imposer en équipe première, mais il admire ses aînés Patrick Vieira et Gilberto Silva, tandis qu'il se concentre sur ses entraînements et sur l'apprentissage de l'anglais. Pourtant, il fait ses débuts dès le 28 octobre 2003, dans un match d'éliminatoire de League Cup, contre Rotherham United (Jacques Crevoisier qui a assisté au match dira dans Les spécialistes du 21 janvier 2010 sur Canal+ que durant ses vingt minutes jouées il n'a perdu aucun ballon, ce qui a impressionné pas mal d'observateurs). De ce fait, il devient le plus jeune joueur à officier dans l'équipe première d'Arsenal, âgé de 16 ans et 177 jours. Au cours des matchs suivants de la League Cup, il devient le plus jeune buteur de l'histoire de son club, au cours d'une victoire 5-1 contre les Wolves. Lors de la saison 2003-2004, Arsenal remporte la Premier League en demeurant invaincu, mais l'Espagnol ne reçoit pas de médaille, puisqu'il n'a joué aucun match du championnat.
Ce n'est qu'au commencement de la saison 2004-2005 que « Cesc » fait ses débuts dans le championnat anglais. Il joue son premier match de la saison contre Manchester United, lors du Community Shield. À la suite d'une blessure de Patrick Vieira, Fàbregas est amené à jouer quatre matchs consécutifs de Premier League. Il fait sa première apparition dès la première journée de championnat, le 15 août 2004 contre l'Everton FC. Son équipe s'impose ce jour-là par quatre buts à un. Auteur de bonnes performances lors de ces rencontres, il marque même un but contre Blackburn Rovers, et devient le plus jeune joueur de l'histoire d'Arsenal à inscrire un but en championnat. Par la suite, Edú et Gilberto Silva se blessent à leur tour, ce qui permet à Fàbregas d'avoir un temps de jeu plus important, toutes compétitions confondues. Ainsi, en Ligue des champions, il devient le second plus jeune buteur de l'histoire de la compétition en marquant contre Rosenborg. Il conclut sa saison en beauté, puisque lors de sa première titularisation avec Arsenal, il remporte la FA Cup 2005, en battant Manchester United aux tirs au but.
Après le départ de Patrick Vieira pour la Juventus, Fàbregas officie régulièrement dans le milieu de terrain d'Arsenal, aux côtés de Gilberto Silva. Lors de la saison 2005/2006, il apparaît ainsi à 50 reprises — il est titulaire 41 fois —, toutes compétitions confondues. Ses performances sont examinées plus attentivement, en raison de sa toujours croissante implication dans l'équipe première. De plus, comme il possédait un plus petit gabarit et qu'il jouait avec moins d'agressivité que Vieira, il y avait au départ des doutes quant à sa capacité à combler le vide laissé par le joueur français. Néanmoins, le Gunner affirme son propre style de jeu, et impressionne, contre le Real Madrid et la Juventus en Ligue des champions. En quart de finale aller, contre la Juve, il inscrit le premier but d'Arsenal, et offre le second à son coéquipier Thierry Henry, prouvant à ce moment qu'il pouvait rivaliser contre des milieux de terrains plus physiques tels que Vieira. Il joue ensuite la finale contre son ancien club, le Barça, mais Arsenal perd 2-1, et termine ainsi sa saison sans trophée.
À l'intersaison, le Real Madrid manifeste son intérêt pour Fàbregas, malgré son contrat à long terme, mais Arsène Wenger déclare qu'Arsenal n'accepterait aucune offre, et que « Fabregas représente l'avenir d'Arsenal ». Il se fait remarquer le 8 août 2006, lors d'une rencontre qualificative pour la Ligue des champions face au Dinamo Zagreb en inscrivant deux buts, participant ainsi à la victoire des siens par trois buts à zéro. En septembre 2006, alors qu'il lui reste 6 ans de contrat, Fàbregas se voit proposer une rallonge de 8 ans, qu'il signe le 19 octobre 2006. Pour expliquer ce contrat inhabituellement long, il cite le style de jeu du club et l'entraîneur Arsène Wenger. La saison 2006-2007 n'est toujours pas la bonne pour Arsenal, qui échoue une nouvelle fois dans sa recherche d'un titre majeur ; les Gunners perdent notamment en finale de League Cup contre l'autre grand club de la capitale, Chelsea. Cependant, Fàbregas s'affirme comme un joueur clé du dispositif, puisqu'il joue tous les matchs de championnat. En tout, il distribue 11 passes décisives, ce qui en fait le meilleur passeur du championnat anglais avec Wayne Rooney. Fàbregas termine la saison en remportant diverses récompenses individuelles, dont le Golden Boy award du journal italien Tuttosport. Il est aussi nommé dans l'équipe de l'année 2006 de l'UEFA et joueur du mois de Premier League en janvier 2007. Il est enfin nommé pour les catégories meilleur joueur de l'année et meilleur jeune joueur de l'année (par la Professional Footballers' Association), mais c'est le Mancunien Cristiano Ronaldo qui est finalement élu. En juin 2007, Fàbregas est élu joueur d'Arsenal de la saison, avec plus de 60 % des votes.

#### Capitaine et joueur phare (2007-2011)

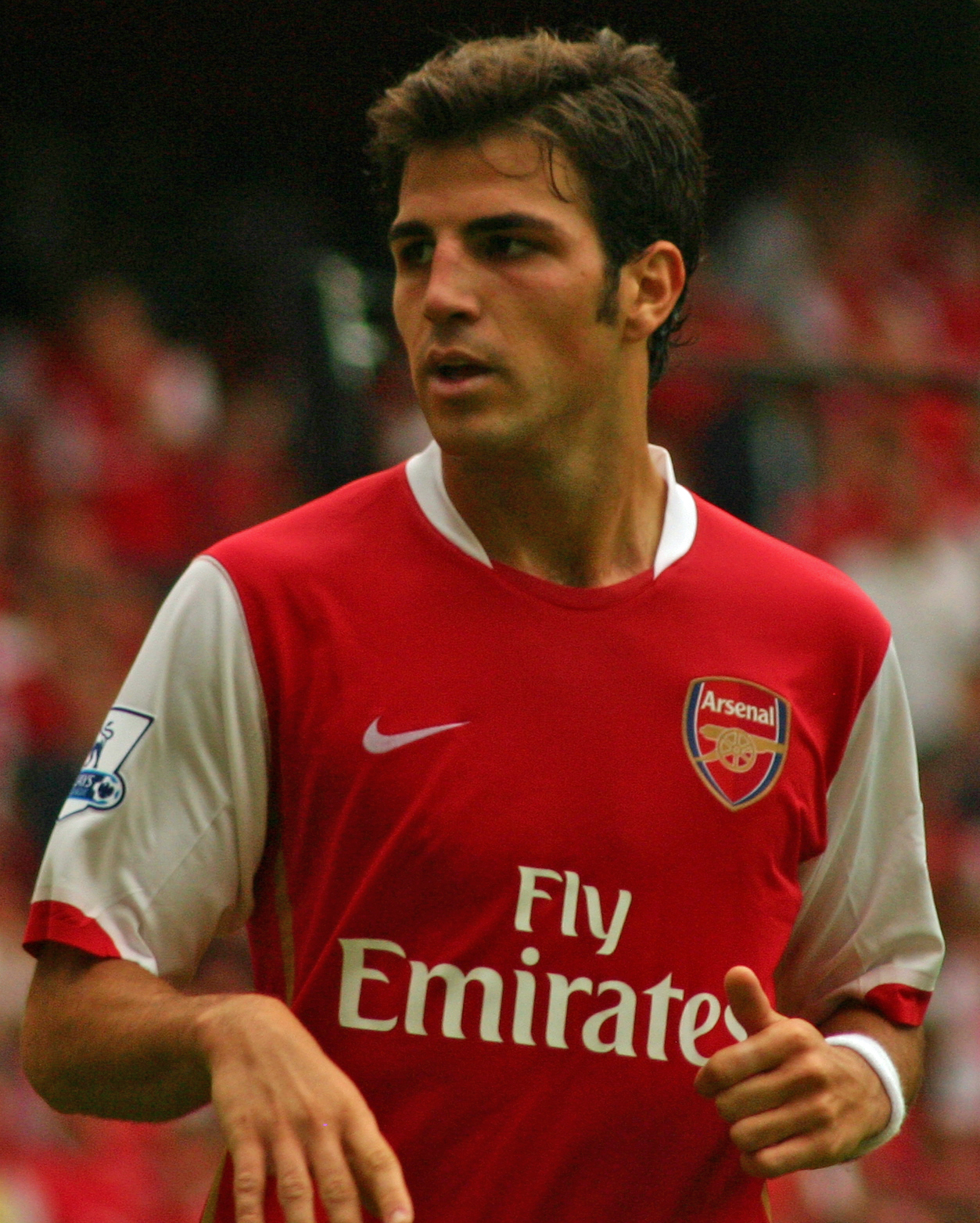
Fabregas avec Arsenal en 2007.

Arsenal connaît un début de saison 2007-2008 tourmenté. David Dein, le vice-président du club, quitte son poste en raison de conflits internes. De plus, le capitaine et meilleur buteur de l'histoire du club, Thierry Henry, quitte Arsenal pour Barcelone, et les spéculations vont bon train sur l'avenir d'Arsène Wenger, l'entraîneur. Fàbregas est ainsi amené à devenir encore plus important au sein du club ; gagner un titre sans Henry est pour lui un « challenge personnel, mais aussi pour l'équipe ». Il commence bien sa saison, agrémentée de buts et de passes décisives, et le site web soccernet attribue les premiers succès d'Arsenal au jeune espagnol. Son début de saison lui vaut le titre de joueur du mois O2 (décerné par les supporters d'Arsenal) successivement en août, septembre, et octobre. Il est aussi élu joueur du mois de Premier League en septembre. Le jeune Espagnol se montre tout aussi important en Ligue des champions, puisqu'il marque contre le Milan AC à la 84e minute, libérant son équipe qui inscrit un second but et se qualifie pour les quarts. Le 11 avril 2008, Fàbregas est de nouveau nommé pour les catégories meilleur joueur de l'année et meilleur jeune joueur de l'année (PFA), et est plus tard élu pour cette dernière. Il est aussi repris dans l'équipe de l'année PFA. Il finit aussi meilleur passeur de la Premier League pour la deuxième fois de suite, avec 16 passes décisives à son compteur. Pourtant, Arsenal ne parvient pas à rester dans la course pour le championnat, et se fait éliminer dans les autres compétitions. Il termine donc une nouvelle saison sans titre, en club du moins.

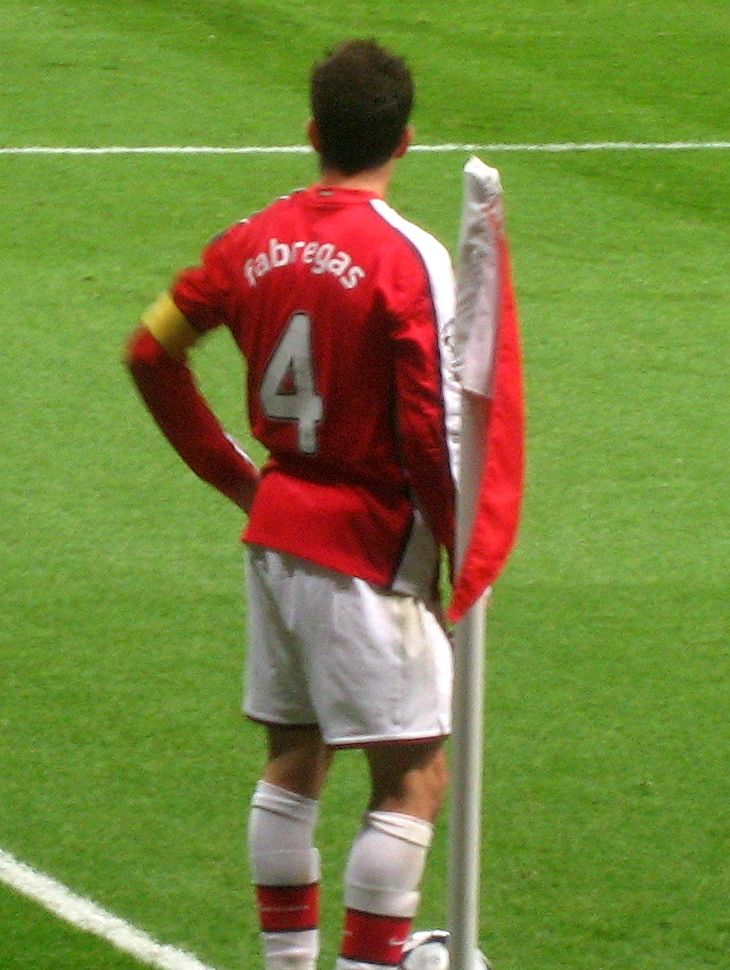
Fàbregas au point de corner, arborant le brassard de capitaine, en 2008.

Le 24 novembre 2008, après quatorze matchs de championnat de la saison 2008-2009, Fàbregas est nommé capitaine de l'équipe en succession à William Gallas. Bien que ce dernier fait toujours partie des plans d'Arsène Wenger, l'entraîneur a décidé de le destituer définitivement à la suite des critiques qu'il a émises publiquement sur l'équipe et son esprit combatif. Un mois plus tard, alors qu'Arsenal revient dans la course au titre après un début de saison calamiteux, Fàbregas se blesse sévèrement au genou contre Liverpool et est écarté des terrains pour quatre mois. Après sa longue blessure, l'Espagnol revient en forme, marquant à deux reprises et étant passeur à presque chacune de ses sorties. Il termine sa saison avec 8 passes décisives en Premier League. Cependant, les Gunners terminent la saison sans titre, une fois de plus, quatrièmes de Premier League et sèchement éliminés au stade des demi-finales de la Ligue des champions par Manchester United.

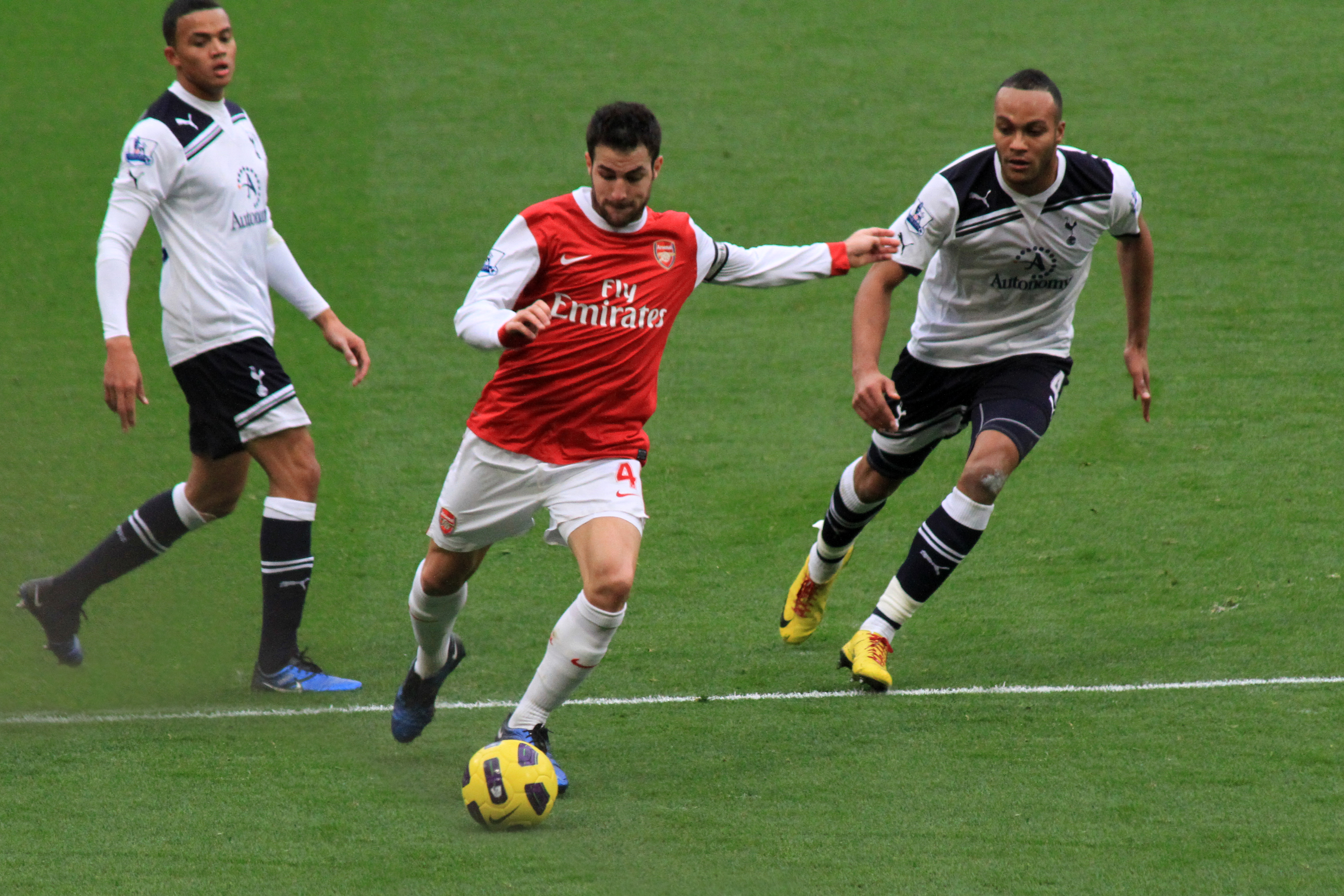
Fabregas avec Arsenal en 2010, lors d'un derby face à Tottenham.

La saison 2009-2010 d'Arsenal est encore marquée par les blessures, dont la plus importante est celle de Robin van Persie. À la mi-saison, Fàbregas est meilleur buteur du club avec 12 réalisations dont 9 en Premier League. Cependant, il se blesse à nouveau face à Burnley, blessure qui l'écarte des terrains pour une dizaine de jours. Effectuant son retour lors d'un match face à Aston Villa, il se montre décisif en inscrivant un doublé. Il sort à la 84e minute, encore une fois légèrement blessé. Côté Ligue des champions, Arsenal se hisse jusqu'en quart de finale face au FC Barcelone. À l'aller se disputant à Londres, Arsenal parvient à arracher le match nul 2-2 après avoir été largement dominé, Fàbregas inscrivant le but de l'égalisation sur pénalty. Toutefois, l'Espagnol contracte une fracture au tibia juste avant son but, ce qui le prive du match retour à Barcelone, dans sa Catalogne natale. Cette blessure lui fait manquer toute la fin de la saison avec Arsenal. Le club londonien est ainsi éliminé par Barcelone en Ligue des champions. En championnat, alors qu'ils étaient à quatre points du leader Manchester United, les Gunners décrochent et sont écartés de la course au titre. À la fin de la saison, les performances régulières de Fàbregas lui valent une nomination au titre de joueur de l'année PFA, mais celui-ci est remporté par Wayne Rooney. Au terme de la saison en club et durant la Coupe du monde qu'il dispute en Afrique du Sud, Fàbregas est constamment annoncé partant vers le FC Barcelone, son club formateur. Malgré deux offres formelles du club catalan à Arsenal, la volonté de Fàbregas de retrouver le Barça, et les déclarations bienveillantes à son égard de plusieurs cadres de l'équipe catalane, le transfert n'a pas lieu, comme l'annonce Fàbregas lui-même dans la presse. Admettant être très intéressé par le transfert, il explique comprendre le choix de ses dirigeants de ne pas le vendre. De son côté, Barcelone déclare n'avoir pas offert plus de 40 millions d'euros pour le transfert.
Auréolé d'un titre de Champion du Monde, et après des performances convenables sous le maillot des Gunners lors de la saison 2010-2011, il termine 3e meilleur passeur de Premier League avec 11 passes décisives. En sept saisons de Premier League et 212 matchs, il aura inscrit 35 buts et donné 68 passes décisives.

### Des titres sans la reconnaissance au Barça (2011-2014)

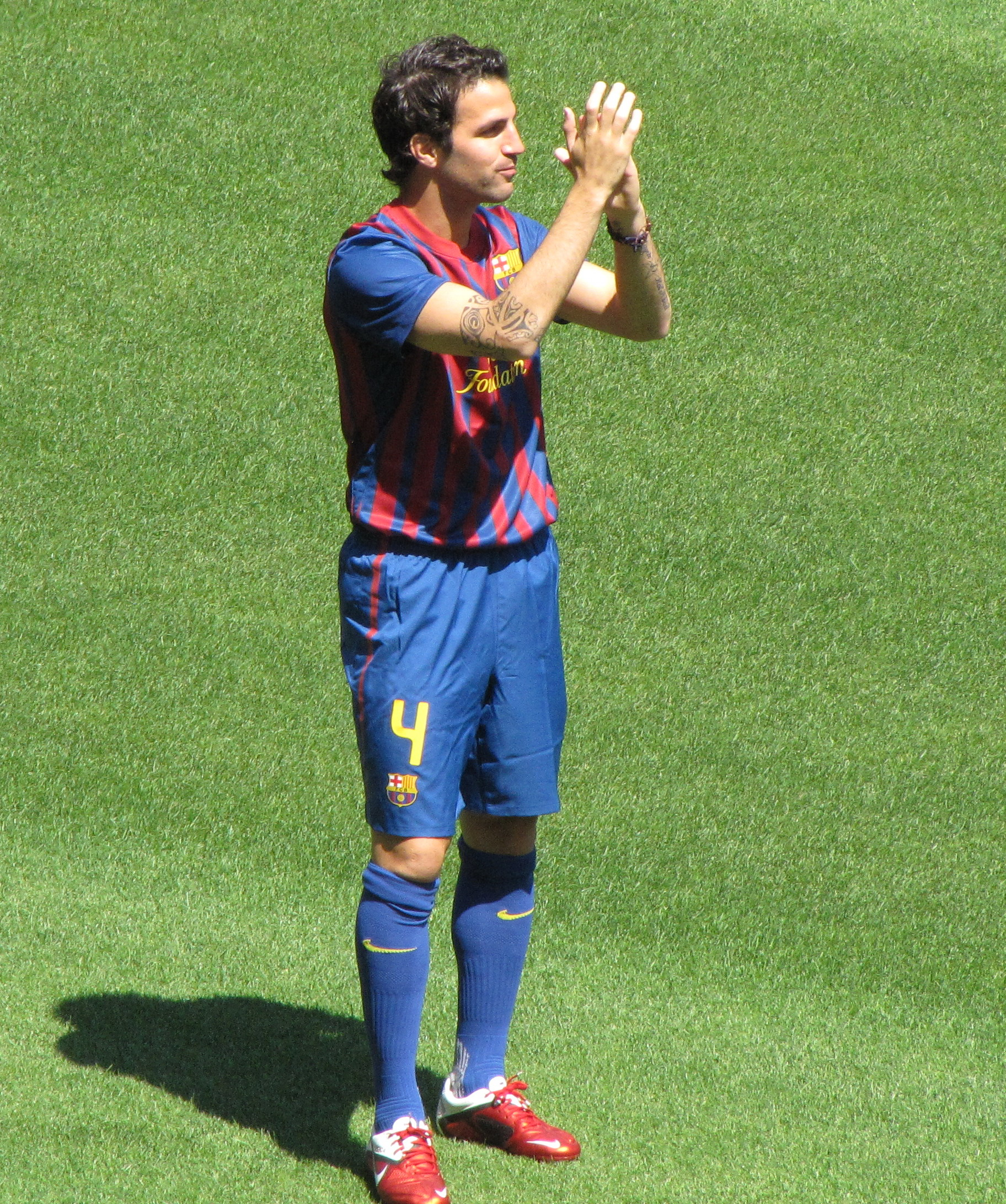
Fàbregas de retour au Barça en 2011.

Le 14 août 2011, le FC Barcelone et Arsenal rendent officiel le transfert de Cesc Fàbregas vers le club catalan. Le Catalan signe jusqu'en 2016 et le montant du transfert s'élève à 29 millions d'euros, montant auquel pourraient s'ajouter des bonus en fonction des trophées obtenus. Sa clause libératoire a été fixée à 200 millions d'euros. Dans son club formateur, il retrouve l'idole et mentor de sa jeunesse, Pep Guardiola, son nouvel entraîneur. Lorsque Fàbregas évoluait dans les équipes de jeunes du FC Barcelone, Guardiola, alors joueur et porteur du no 4 du club, lui a dédicacé un maillot lui promettant qu'il porterait un jour le no 4 du club catalan. C'est pourquoi lors de l'arrivée du désormais ex-Gunners, Thiago Alcantara fut prié de céder son no 4 pour le 11 afin que Fàbregas puisse le récupérer. Pour son premier match le 17 août, il entre à la 83e minute à la place de Pedro contre le Real Madrid en finale retour de la Supercoupe d'Espagne au Camp Nou. Il est impliqué dans le troisième but du FC Barcelone qui permet au club blaugrana de remporter le trophée sur le score de 3-2. Quelques jours après, le 26 août, Cesc remporte la Supercoupe de l'UEFA en inscrivant le deuxième but du FC Barcelone. Son troisième titre en trois matchs en comptant le Trophée Joan Gamper remporté face à Naples le 22 août. Il est titularisé pour son premier match contre Villareal le 29 août au Camp Nou. Il marque également son premier but en championnat à la 45e minute sur une passe décisive de Lionel Messi. Le 18 décembre 2011, il inscrit le troisième but de son équipe face à Santos et participe à la victoire 4-0 de Barcelone en finale de la Coupe du monde des clubs, ajoutant un titre à son palmarès. Le néo-barcelonais est de plus en plus utilisé en tant qu'ailier que milieu de terrain par Pep Guardiola. En décembre 2011 il est élu 3e meilleure recrue de la Liga BBVA derrière Arda Turan et Falcao. Malgré ses 9 buts et 6 passes décisives, le FC Barcelone échoue à la seconde place derrière le Real Madrid dans la lutte pour le championnat. En Ligue des champions, le FC Barcelone est battu par le futur vainqueur de l'épreuve Chelsea au stade des demi-finales, compétition dans laquelle Cesc inscrira un but. il remporte son quatrième titre avec le FC Barcelone en Coupe du Roi face à l'Athletic Bilbao le 26 mai 2012 au Stade Vicente Calderón sur le score de 3-0. Pour sa première saison en Catalogne, Fàbregas termine deuxième meilleur buteur de son club avec 15 buts toutes compétitions confondues, loin derrière l'intouchable Lionel Messi et ses 73 buts. Il distille également 18 passes décisives durant les 48 rencontres auxquels il a pris part.

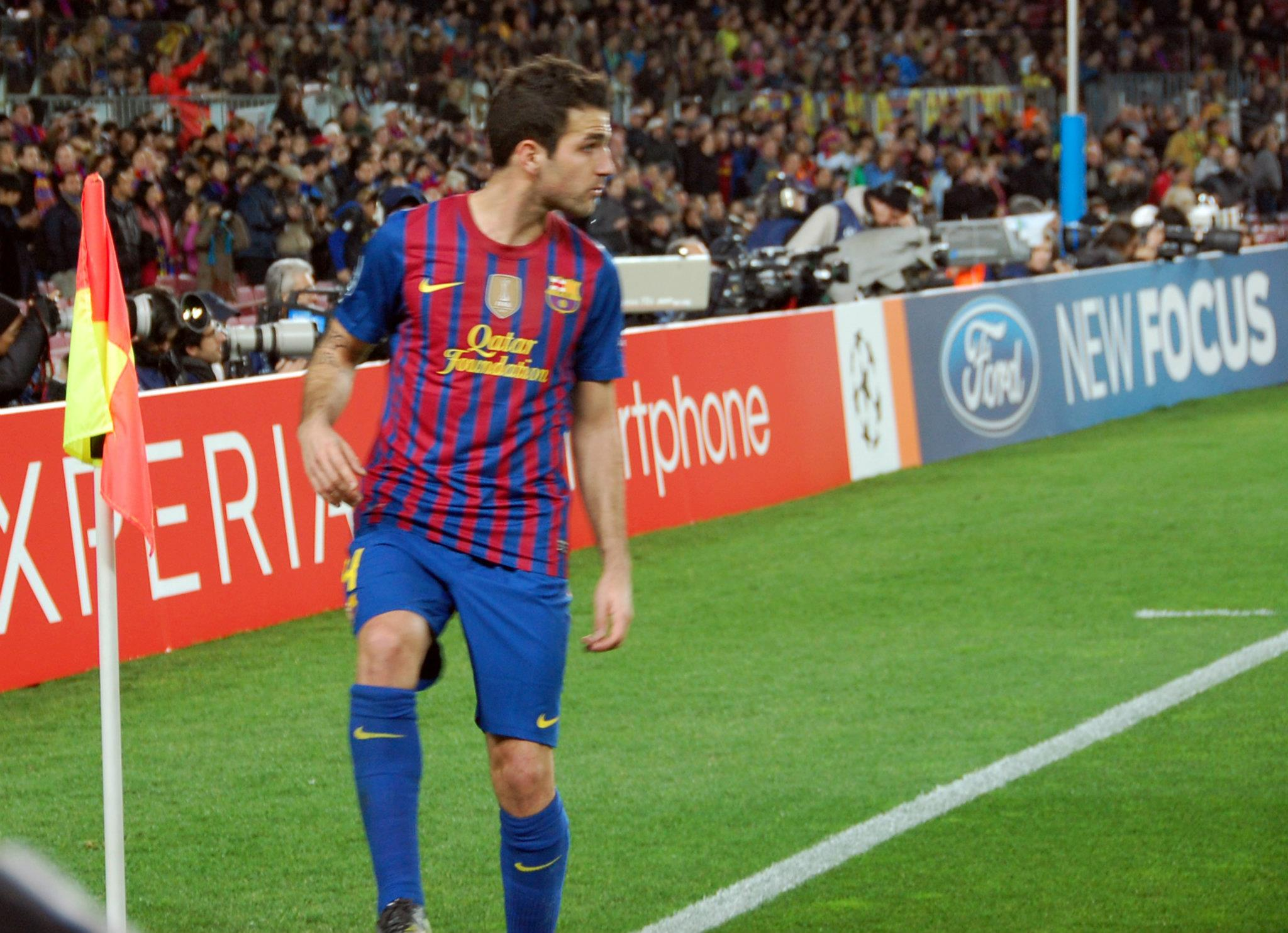
Fàbregas avec le Barça contre Leverkusen en Ligue des champions.

Plus discret, le milieu de terrain paraît un peu emprunté sur le terrain. Remplaçant lors de la victoire 3-2 à l'aller de la Supercoupe face au Real Madrid où il rentre à la 83e minute, Fàbregas ne prend pas part au match retour et voit les siens s'incliner 2-1 et passer à côté du premier titre de la saison. En Liga, l'Espagnol ne connaît pas plus de réussite. Malgré une place de titulaire indiscutable depuis le début de la saison, le no 4 catalan attend la 6e journée et le match contre le FC Séville pour ouvrir son compteur et inscrire un doublé victorieux alors que son équipe était menée 2-1 jusque dans le temps additionnel avant de s'imposer 2-3. C'est le premier but du Barcelonais depuis le 8 février 2012. Quatre jours plus tard, Fàbregas récidive et inscrit un nouveau but lors de la victoire 0-2 à Benfica en Ligue des champions. 5 jours après avoir manqué un penalty avec la Roja contre la France (1-1), le milieu de terrain du FC Barcelone réalise un triplé de passes décisives contre le Deportivo La Corogne pour une victoire 4-5 lors de la 8e journée, ce qui lui permet de rafler la première place du classement des passeurs. Le 27 octobre 2012, Fàbregas réalise encore un match énorme en trouvant le chemin des filets après avoir distillé deux nouvelles passes décisives et en marquant lors de la démonstration face au Rayo Vallecano (0-5). Le Catalan prend un peu plus le large au classement des passeurs. le 1er décembre 2012, lors de la 14e journée et l'écrasante victoire 5-1 contre l'Athletic Bilbao, Fàbregas inscrit son 5e but en Liga après avoir délivré sa 9e passe décisive de la saison. Le 9 décembre 2012, l'Espagnol se fait une déchirure au biceps fémoral de la cuisse gauche face au Betis Séville et voit son année 2012 se terminer dès la 9e minute de la rencontre. Une semaine après avoir effectué son retour sur les terrains, Fàbregas retrouve le chemin des filets sur le terrain de Malaga lors de la 19e journée (1-3) en inscrivant le 50e but de sa carrière en Championnat et le 80e de sa carrière en club, toutes compétitions confondues. Buteur à l'aller lors du match nul 1-1 contre le Real Madrid, Fabregas voit sa route en Coupe du Roi s'arrêter au stade des demi finales après une défaite 1-3 au Camp Nou lors du retour. Relégué sur le banc et critiqué depuis plusieurs semaines pour son manque d'impact, le no 4 profite de la blessure de Messi pour s'installer à la pointe de l'attaque catalane lors de la réception de Majorque pour le compte de la 30e journée de Liga. Exceptionnel, Fàbregas est impliqué dans les cinq buts de son équipe en inscrivant un triplé, délivrant une passe décisive pour Alexis Sánchez et en étant l'auteur de la frappe repoussée qui termine dans les pieds de ce même Sánchez pour l'ouverture du score d'une rencontre historique qui verra le retour à la compétition d'Éric Abidal 13 mois après son dernier match et sa greffe du foie (5-0). Avec ces 3 buts, l'Espagnol réalise le premier hat-trick de sa carrière et est devenu le premier joueur espagnol à inscrire un triplé pour le FC Barcelone depuis Luis Enrique en 2001,. Si l'on excepte Lionel Messi, il est également le premier Barcelonais à inscrire un triplé depuis 1259 jours et celui de Seydou Keita. Il bat son record en inscrivant son 10e but en Liga, et unique but du match, lors de la réception de Levante pour le compte de la 32e journée depuis son poste d'avant centre (1-0). Il le dédicace à sa fille Lia, âgée d'un mois, en suçant son pouce et en formant le "L" de son prénom. Après avoir suivi la leçon reçue par ses coéquipiers en demi finale aller de la Ligue des champions à Munich depuis le banc de touche (4-0), Fabregas est titularisé à la place de Messi, blessé, au retour. Une nouvelle fois dans un rôle d'attaquant de pointe qu'il n'affectionne pas et qui pousse les médias à l'annoncer du côté d'Arsenal, il ne peut rien faire face à une nouvelle démonstration du Bayern Munich (0-3) portant le nombre de buts encaissés par son équipe à 7 en deux rencontres. Alors que Fabregas et les siens sont Champions d'Espagne, depuis le nul du Real contre...l'Espanyol Barcelone la veille, le FC Barcelone s'impose face à...l'Atlético Madrid (2-1) dans ces petits Clasicos et le no 4 blaugrana en profite pour délivrer une nouvelle passe décisive, sa 11e de la saison. Au niveau des statistiques, sa deuxième saison en Catalogne s'avère moins prolifique que la première avec 14 buts inscrits et 12 passes décisives en 48 apparitions. Alors qu'il ne bénéficie pas du temps de jeu qu'il souhaite au FC Barcelone malgré des statistiques plus que correctes la saison dernière, Fabregas fait l'objet d'une offre de près de 30 millions € puis de 35 millions d'euros de la part de David Moyes, le nouvel entraîneur de Manchester United, même si le milieu de terrain souhaite rester en Espagne. Durant tous le mois de juillet, les dirigeants anglais vont se heurter au refus de leurs homologues catalans de céder leur milieu de terrain. L'arrivée de son nouvel entraîneur, Gerardo Martino en remplacement de Tito Vilanova contraint de quitter le club à cause d'une récidive de son cancer, ne changera pas la donne puisque le technicien argentin assure que le FC Barcelone repoussera toutes les offres quel qu'en soit le montant. Malgré l'abandon des négociations de la part des dirigeants d'United le FC Barcelone souhaitaient que Fàbregas annonce publiquement son envie de rester et c'est ce que fera le milieu de terrain le 8 août mettant ainsi fin à l'un des feuilletons de l'été.
Préféré à Sergio Busquets pour le premier match de la saison 2013-2014, face à Levante, Fàbregas réalise un 400e match en club de haute facture en délivrant 4 passes décisives et en étant à l'origine d'un autre but lors de la démonstration de son équipe (7-0). Contrairement à la saison précédente, le Catalan remporte la Supercoupe d'Espagne face à l'Atlético Madrid après un nul 1-1 à l'extérieur et un 0-0 difficile au Camp Nou pour son 100e match avec le FC Barcelone. Entre les deux matchs de Supercoupe, pour la 3e journée de Liga, Fàbregas distille 2 nouveaux caviars à destination de Lionel Messi et est impliqué sur le troisième but de l'Argentin contre Valence où les siens s'imposent 2-3. Avec ses six passes décisives en trois rencontres de Championnat, le no 4, titulaire au milieu de terrain sous Gerardo Martino, confirme son excellent début de saison au sein du onze de départ Blaugrana. Le 21 septembre, lors de la 5e journée de Liga face au Rayo Vallecano, Fàbregas est encore à créditer d'une excellente prestation en offrant un but à Pedro, avant d'être à l'origine du troisième but de l'ailier espagnol puis en inscrivant le dernier but du match (0-4). Son premier de la saison correspond à son 30e but pour Barcelone et au 100e but de sa carrière. Contre le Celtic, en Ligue des champions, Fàbregas a la lourde tâche de remplacer Messi, blessé, à la pointe de l'attaque. Si le Barça ne brille pas, le no 4 parvient à sortir les siens d'un mauvais pas en inscrivant le seul but de la partie (0-1). Lors de la 11e journée face au Celta Vigo, Fàbregas est une nouvelle fois décisif. Après son tir repoussé par le gardien qu'Alexis Sánchez pousse au fond des filets et sa magnifique frappe enroulée qui heurte la transversale avant de rentrer dans le but avec l'aide du dos du gardien, Cesc Fàbregas est enfin récompensé en inscrivant le dernier but des siens (0-3). Le 10 novembre, Fàbregas est de nouveau aligné lors de la 13e journée et un déplacement chez la lanterne rouge du Betis Séville. Messi blessé et remplacé en début de match, le no 4 prend les choses en main et délivre une passe décisive pour l'ouverture du score de Neymar avant de s'offrir un doublé en fin de partie puis de céder sa place sur blessure à dix minutes de la fin. Lionel Messi indisponible, c'est à Fàbregas qu'incombe le rôle d'avant centre au moment de la réception Grenade pour la 14e journée de Liga. Après avoir provoqué le penalty de l'ouverture du score d'Andrés Iniesta, les rôles s'inversent et Cesc Fàbregas inscrit sa 5e réalisation de la saison avant de délivrer une assit pour Pedro sur le dernier but (4-0).
Pour le dernier match de l'année 2013, le FC Barcelone se déplace à Getafe pour la 17e journée. Menés 2-0 après 15 minutes, les Blaugranas se réveillent et Fàbregas, après avoir été passeur sur la réduction du score de Pedro, s'offre un doublé pour une victoire 2-5. Pour son deuxième match de l'année 2014 et la réception de...Getafe en Coupe du Roi, Fàbregas s'offre un doublé pour une victoire aisée 4-0. Le 15 février, lors de la 24e journée, Fàbregas s'offre un doublé de passes décisives portant son total en Liga à 12, son meilleur score depuis son arrivée au Barça, pour une victoire finale 6-0 face au Rayo Vallecano. Lors de la 30e journée de Liga, face au Celta Vigo, Fàbregas dispute le 300e match de sa carrière en Championnat, match marqué par la rupture des ligaments du genou de son gardien Víctor Valdés (3-0). Après le nul 1-1 à domicile contre l'Atletico Madrid en quart de finale aller de la Ligue des champions, les Barcelonais sont battus 1-0 au retour. Pour la première fois depuis la saison 2006-2007, le Barça n'atteint pas les demi-finales de la Coupe d'Europe. En Coupe du Roi, Fàbregas et le Barça s'inclinent 1-2 en finale contre le Real Madrid mettant fin à tout espoir de titre cette saison après avoir probablement vu s'envoler la Liga avec une défaite 1-0 contre Grenade la semaine précédente. Dans cette compétition, Fàbregas termine deuxième meilleur buteur avec 4 réalisations, à égalité avec Raúl García et Ángel Di María, à une longueur de son coéquipier, Lionel Messi. Lors de la "finale" de la Liga face à l'Atlético Madrid pour la 38e journée, Fàbregas est à l'origine de l'ouverture du score d'Alexis Sánchez qui donne virtuellement le titre aux Catalans, mais l'égalisation de Diego Godín met un terme aux espoirs des siens qui terminent 2e de Liga après ce nul (1-1). Aucun trophée remporté, une première pour le club depuis la saison 2007-2008, alorsqu'au niveau personnel, Fàbregas aura bénéficié de plus de temps de jeu en disputant 55 matchs pour 13 buts et 16 passes décisives. Alors que ses relations avec son entraîneur, Geraldo Martino, se compliquent et que les rumeurs font état d'un retour de Fàbregas en Angleterre depuis un an, Gerard Piqué, son coéquipier à Barcelone et en sélection confie à Vicente del Bosque, son sélectionneur, en pleine préparation pour la Coupe du monde que Fàbregas aurait été vendu par le club catalan pour 33 millions € sans citer le club acquéreur. Manchester United, son ancien club, Arsenal, et Chelsea sont sur les rangs et Marca, très proche du FC Barcelone, annonce même un accord avec le club de José Mourinho pour un salaire avoisinant les 10 millions €, soit 3 de plus que ce qu'il perçoit actuellement. Le départ est officialisé quelques jours plus tard, Fàbregas aura donc porté le maillot Blaugrana à 151 reprises, inscrivant 42 buts et distribuant 46 passes décisives en trois saisons. Ses statistiques témoignent sa progression au Barça, qu'il quittera à l'été 2014 pour retourner en Premier League, à Chelsea.

### Départ pour Chelsea (2014-2019)

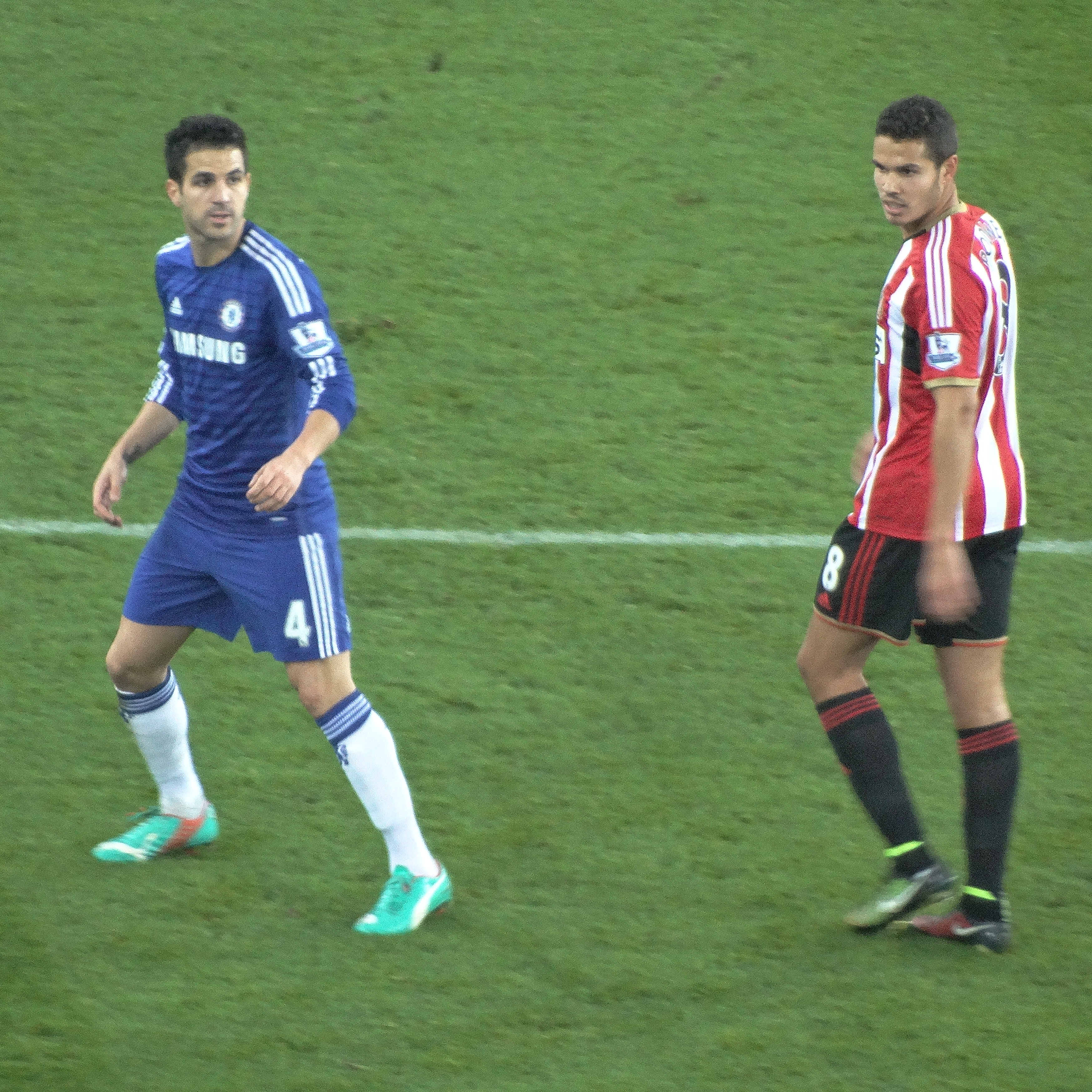
Fàbregas sous les couleurs de Chelsea face à Sunderland en 2014.

Le 12 juin 2014, le FC Barcelone publie un communiqué dans lequel le club annonce le transfert de Cesc Fàbregas à Chelsea pour 5 saisons. Au passage, les Espagnols empochent la somme de 37 millions d'euros dont 4 millions de bonus. Après avoir évolué à Arsenal, Fàbregas est donc de retour à Londres, mais sous un maillot différent où il portera son no 4 fétiche. 
Le 27 juillet 2014, pour son premier match avec les Blues contre le NK Olimpija Ljubljana, il distille sa première passe décisive à son compatriote Diego Costa qui inscrit son premier but sous ses nouvelles couleurs pour cette victoire en amical (1-2). Trois jours plus tard, Cesc Fàbregas marque son premier but pour Chelsea lors d'une autre victoire en amical, contre Vitesse Arnhem (1-3). Pour son grand retour sur les terrains de Premier League et ses débuts officiels avec Chelsea FC lors de la 1re journée face à Burnley, Fàbregas se mue en maître à jouer des Londoniens. Alors que son équipe est menée au score, l'Espagnol est à l'origine de l'égalisation de Diego Costa avant de distribuer deux passes décisives ; la première d'une passe en profondeur à l'entrée de la surface pour André Schürrle et la seconde sur corner pour la tête de Branislav Ivanović qui scelle la victoire (1-3). Lors de la journée suivante, face à Leicester City, autre promu, et pour sa première à Stamford Bridge en tant que joueur de Chelsea, Fàbregas récidive en décalant Eden Hazard qui marque un but victorieux à lissu d'une action individuelle (2-0). Son entente avec son compatriote Diego Costa est considérée comme prometteuse et il lui délivre deux nouvelles passes décisives face à Swansea (4-2) lors de la 4e journée. La presse s'accorde à dire que le duo espagnol Diego Costa-Cesc Fàbregas a transformé le visage de l'équipe londonienne avec sept buts en Premier League pour le premier et six passes décisives pour le second. Le 17 septembre 2014, face à Schalke 04 lors de la 1re journée de Ligue des champions, il inscrit son premier but officiel sur les couleurs de Chelsea à la suite d'un dédoublement avec Eden Hazard après avoir lui-même récupéré le ballon dans les pieds adverses, mais malheureusement, sa perte de balle en seconde période permet aux Allemands d'égaliser et d'obtenir un nul 1-1. Malgré tout, cette réalisation correspond à la 100e de sa carrière en club. Le 6 octobre 2014, il retrouve son ancien club, Arsenal, et permet à Diego Costa d'inscrire son 9e but après 7 journées disputées, son 4e sur une passe de Fàbregas (2-0). Le 18 octobre, contre Crystal Palace, Fàbregas ouvre son compteur but en Premier League, sa première réalisation dans ce Championnat depuis son départ en 2011 (1-2). Le 25 novembre face à Schalke 04 en Ligue des champions, Fàbregas réalise une brillante partie délivrant deux passes décisives et étant impliqué sur quatre des cinq buts de son équipe (0-5). Le 6 décembre, Chelsea connaît sa première défaite de la saison toutes compétitions confondues, à Newcastle lors de la 15e journée de Premier League (2-1) après 23 matchs sans revers et ce, malgré la réduction du score de Didier Drogba sur la 11e passe décisive de Fàbregas. Lors du second match du Boxing Day face à Southampton Fàbregas distille sa 13e passe décisive après 19e journée, égalant ainsi le nombre de passes décisives donnée par Steven Gerrard  la saison dernière, meilleur passeur de cet exercice (1-1). Le 17 janvier 2015 à Swansea pour le compte de la 21e journée, il donne une nouvelle passe décisive à Diego Costa, sa 15e de la saison (0-5) et devient le seul joueur de l'histoire de la Premier League à atteindre la barre des 15 passes décisives sur deux saisons différentes (16 passes lors de la saison 2007-2008) et n'est plus qu'à cinq passes du record absolu sur une saison détenu par Thierry Henry. L'aventure en FA Cup tourne court dès le 4e tour face à Bradford où après avoir mené 2-0, Chelsea s'incline 2-4 à domicile malgré l'entrée en jeu de Fàbregas à vingt minutes de la fin. En revanche, l'Espagnol et les Blues sont plus heureux en Coupe de la Ligue puisqu'ils la remportent aux dépens de Tottenham, Fàbregas étant à l'origine du second but (2-0). Finaliste de cette compétition à deux reprises avec Arsenal, Fàbregas remporte là son premier trophée avec Chelsea. Le parcours n'est pas le même en Ligue des champions puisqu'après un nul 1-1 au Parc des Princes contre le Paris Saint-Germain en huitième de finale aller, Chelsea, en position favorable, concède le nul 2-2 au retour, à domicile, après avoir mené à dix minutes de la fin puis en prolongation et est donc éliminé. Fin mars 2015, Fàbregas indique dans la presse se sentir enfin épanoui en club contrairement à la sélection espagnole où il estime n'avoir jamais été un titulaire indiscutable. Quelques jours plus tard, lors de la 32e journée, portant masque de protection depuis son choc avec Charlie Adam la semaine précédente, il inscrit le but de la victoire en toute fin de match, la 100e réalisation de son club cette saison, permettant ainsi à Chelsea de se rapprocher un peu plus du titre (1-0). C'est lors de la 35e que Chelsea est officiellement champion grâce à une victoire 1-0 sur Crystal Palace. Auteur de 17 passes décisives jusque-là, son record sur une saison, Fàbregas décroche ainsi le titre de champion d'Angleterre après lequel il a couru en vain pendant des années à Arsenal. Au total, Fàbregas aura pris part à 51 rencontres cette saison pour 5 buts, son pire total depuis la saison 2008-2009, mais avec 23 passes décisives, son record sur une saison. Avec 18 assists, à deux passes du record de Thierry Henry, Cesc Fàbregas est élu meilleur passeur de la Premier League où il aura disputé 34 matchs pour 3 buts.
La saison de Fàbregas et Chelsea commence par la pire des manières puisque les Londoniens s'inclinent en finale du Community Shield contre Arsenal (1-0). En Premier League, les Blues enchaînent trois défaites et un nul en cinq matchs alors que Fàbregas, meilleur passeur de la saison passée, ne retrouve pas sa qualité de passe décisive. Le sursaut d'orgueil arrive lors de la première rencontre de Ligue des Champions où Fàbregas donne sa première assist de la saison à Diego Costa avant d'ouvrir également son compteur de buts pour clore la marque contre le Maccabi Tel-Aviv (4-0). Quelques jours plus tard, Fàbregas trouve la tête de Kurt Zouma sur coup franc lors du choc face à son ancien club, Arsenal, où les siens s'imposent lors de la 6e journée (2-0). Quinzième après douze journées de Premier League, Chelsea relève la tête après trois défaites consécutives lors de la réception de Norwich City où Fàbregas donne seulement sa seconde passe décisive de la saison en championnat pour le but de la victoire de Diego Costa (1-0). Il n'y a qu'en Ligue des champions que Chelsea parvient à engranger des points puisque le club bat consécutivement le Dynamo Kiev (2-1), le Maccabi Tel-Aviv (0-4) puis le FC Porto (2-1) pour s'assurer une qualification en 8e de finale. Mais le retour au championnat est plus difficile puisque Chelsea et Fàbregas, qui n'est plus un titulaire indiscutable de José Mourinho depuis quelques matchs, chutent à Leicester City, surprenant deuxième, lors de la seizième journée (2-1) qui conduit au licenciement de l'entraineur. Lors du Boxing Day, Fàbregas et les siens se font accrocher par le promu Watford pour le premier match sous la direction de Guus Hiddink (2-2), Fàbregas étant sorti à la vingtième minutes de la fin de la rencontre (2-2). Peinant à retrouver son niveau de jeu de la saison passée, Fàbregas, qui a manqué le voyage avec ses coéquipiers, est sanctionné et sorti dès la mi-temps lors du choc de deux "monstres malades" du football anglais entre Manchester United et Chelsea (0-0). Dans une équipe de Chelsea quatorzième à la mi-saison, Fàbregas est pris à partie par le public de Stamford Bridge avec ses coéquipiers, Eden Hazard et Diego Costa, pour être suspectés d'avoir poussé au licenciement de José Mourinho, idole des supporters du club, notamment par leurs performances sur le terrain, malgré le démenti de ce dernier en interne qui indique que l'Espagnol était même son allié. Dans cette situation, Cesc Fàbregas songerait à un départ dès le mercato hivernal. L'Inter Milan, la Juventus de Turin, le Real Madrid, mais aussi le Bayern Munich, entraîné par son ancien entraineur au FC Barcelone et idole de jeunesse, Pep Guardiola, et Manchester City et le Paris Saint-Germain, deux clubs souhaitant attirer... Pep Guardiola l'été prochain, sont intéressés par son profil, tandis que son nouvel entraîneur, Guus Hiddink, entend le conserver. C'est lors du premier match des Blues de l'année 2016 qu'un effet du changement d'entraineur se ressent puisque lors du déplacement victorieux à Crystal Palace le 3 janvier 2016, Fàbregas est à l'origine des trois buts de son équipe (0-3). Lors de la 22e journée, Fàbregas confirme son retour au premier plan en réalisant une superbe ouverture depuis son camp pour le but de Diego Costa avant d'inscrire son premier but en Premier League cette saison lors du nul contre Everton (3-3). Entre la 26e et la 28e journée, Chelsea, invaincu depuis la 17e journée, enchaine trois victoires consécutives durant lesquelles Fàbregas donne une passe décisive contre Newcastle (5-1) et un but à Southampton (1-2) dans une équipe transfigurée depuis l'arrivée de Guus Hiddink mais qui se fera sortir dès les Huitièmes de finale de la Ligue des Champions par le Paris Saint-Germain (2-1; 1-2). Lors de la 31e levée et la réception de West Ham, Fàbregas permet aux siens d'égaliser sur un coup franc direct juste avant la mi-temps avant de s'offrir un doublé, son premier de la saison et d'égaliser une nouvelle fois sans les arrêts de jeu de la partie sur penalty (2-2). Lors de la 35e journée contre Bournemouth, l'Espagnol s'offre un triplé de passes décisives (1-4) . Lors de la 38e et dernière journée de Premier League, Fàbregas permet aux siens de tenir tête au champion d'Angleterre, Leicester City, en ouvrant le score sur penalty malgré l'égalisation en fin de partie pour des Blues qui terminent à une triste 10e place, un an après le titre de champion. Au niveau personnel, Cesc Fàbregas a pris part à 49 rencontres toutes compétitions confondues pour 6 buts et 9 assists dont 5 réalisations et 7 passes décisives en 37 matchs de championnat. Des stats très lointaines de celles de la saison dernière mais qui n'empêchent pas la presse espagnole de prêter au FC Barcelone l'envie de faire rentrer le no 4 de Chelsea en Catalogne pour la seconde fois après 2011, chose à laquelle Fàbregas s'est publiquement opposé.
L'arrivée d'Antonio Conte à la tête du club qui recrute le Français et Champion d'Angleterre en titre N'Golo Kanté pour l'associer à Nemanja Matic dans l’entre-jeu des Blues pousse Fàbregas vers la sortie mais l'Espagnol reste finalement au club et endosse le rôle de remplaçant,. Devant se contenter de bribes de match depuis le début de la saison (30 minutes de jeu en 5 journées de Premier League), le no 4 saisit sa chance en Coupe de la Ligue où il est titularisé et délivre une passe décisive pour la réduction du score de Gary Cahill juste avant la mi-temps puis en s'offrant un doublé en prolongations pour éliminer le champion d'Angleterre, Leicester et qualifier les siens pour le tour suivant (2-4 ap).
Fàbregas joue son dernier match pour Chelsea le 5 janvier 2019, lors d'une rencontre de coupe d'Angleterre face à Nottingham Forest où il débute la rencontre avec le brassard de capitaine. Les Blues s'imposent ce jour-là par deux buts à zéro.

### Nouvelle aventure à l'AS Monaco (2019-2022)
Le 11 janvier 2019, Cesc Fàbregas retrouve son ancien partenaire d'Arsenal et entraîneur de l'AS Monaco, Thierry Henry. L'Espagnol s'engage pour 3 ans et demi avec le club de la Principauté. Il porte le n°44 lors de son premier match avec l'équipe. À la suite du limogeage de Thierry Henry, il marque son premier but avec Monaco sous les ordres de Leonardo Jardim, lors de la victoire de son équipe face au Toulouse FC 2 buts à 1, le 2 février 2019.
Il se fait remarquer dans un match de championnat face au PSG le 20 novembre 2020, l'AS Monaco est mené 2 à 0 à la pause et rentre juste après la mi-temps, passeur pour Volland puis buteur sur pénalty, Monaco s'impose 3 à 2 et son équipe prend provisoirement la deuxième place. Le 3 avril 2021, il ouvre le score sur pénalty contre le FC Metz ouvrant également la voie à son équipe qui s'impose finalement 4-0 contre les Messins. Le 13 mai 2021, il réalise un grand match contre Rumilly en demi-finale de Coupe de France en délivrant deux passes décisives et en marquant un but sur coup franc direct.
Sa saison 2021-2022 est perturbée par une blessure aux ischio-jambiers survenue le 25 septembre, alors qu'il a participé à 5 rencontres en début de saison. Sa reprise en compétition est alors attendue au début du mois de janvier par l'entraîneur Niko Kovač, ce qui ne se produit pas.

### Dernière saison avec Côme (2022-2023)
Laissé libre par l'AS Monaco, Cesc Fàbregas signe à Côme 1907, club évoluant alors en Serie B italienne.
Fàbregas joue son premier match pour Côme le 29 août 2022, lors d'une rencontre de championnat face au Brescia Calcio. Il entre en jeu et son équipe s'incline par un but à zéro. Le 17 septembre 2022 il commence pour la première fois un match avec Côme en tant que capitaine de l'équipe, lors d'une rencontre de championnat face à la SPAL. Il délivre à cette occasion une passe décisive pour Patrick Cutrone mais les deux équipes se neutralisent (2-2 score final).
Le 1er juillet 2023, Fàbregas annonce sa retraite sportive en déclarant : « Après 20 années incroyables pleines de sacrifices, de dévouement et de joie, il est temps de dire merci et au revoir au beau jeu ».

### En sélection

#### Avec les jeunes
La carrière internationale de Fàbregas débute chez les jeunes. En 2003, il est sélectionné dans l'équipe d'Espagne pour jouer la Coupe du monde des moins de 17 ans, en Finlande. Il finit meilleur buteur malgré sa place de milieu de terrain, et est élu joueur du tournoi. L'Espagne atteint la finale mais s'incline 1-0 face au Brésil. L'année suivante, en 2004, Fàbregas participe cette fois à l'Euro des moins de 17 ans, où l'Espagne termine une nouvelle fois à la seconde place. Fàbregas se montre très performant, ce qui lui vaut d'être meilleur joueur du tournoi.
En 2005, il participe à la Coupe du monde des moins de 20 ans qui se déroule aux Pays-Bas. Âgé de 18 ans, Fàbregas mène son équipe jusqu'en quart de finale face aux Argentins de Lionel Messi. Les jeunes espagnols s'inclinent sur le score de 3-1 face aux futurs vainqueurs de l'épreuve.

#### Avec la Roja
Après s'être imposé comme joueur clé au sein des Gunners et fait ses preuves chez les jeunes, Fàbregas ne tarde pas à être sélectionné chez les seniors.
Ses performances lors du parcours d'Arsenal en Ligue des champions 2006 n'échappent pas à Luis Aragonés, qui appelle le joueur pour un match amical face à la Côte d'Ivoire (à 18 ans et 300 jours). Cette partie permet à Fàbregas de devenir le plus jeune joueur sélectionné pour l'Espagne depuis 70 ans. Ses débuts sont honorables, étant impliqué dans la construction du premier but de l'Espagne, qui remporte finalement la rencontre 3 à 2.

##### Coupe du monde 2006
Le 15 mai 2006, Fàbregas est sélectionné pour participer à la Coupe du monde en Allemagne. Le 13 juin 2006, alors âgé de 19 ans et 41 jours, Fàbregas devient le plus jeune joueur de l'histoire de l'équipe espagnole à participer à une Coupe du monde, lors du match contre l'Ukraine (4-0). Le match de poule suivant, il rentre à la mi-temps, distribuant une passe décisive lors de la victoire de l'Espagne face à la Tunisie (3-1). Titulaire face à l'Arabie saoudite, Fàbregas ne laisse pas passer sa chance et aide les siens à s'imposer de justesse, 1-0. Il a l'occasion de jouer lors du premier match difficile de l'Espagne, en huitièmes de finale, contre la France mais doit s'incliner 3-1. Il est ensuite nommé pour l'award meilleur jeune joueur, mais c'est l'Allemand Lukas Podolski qui est élu.

##### Euro 2008

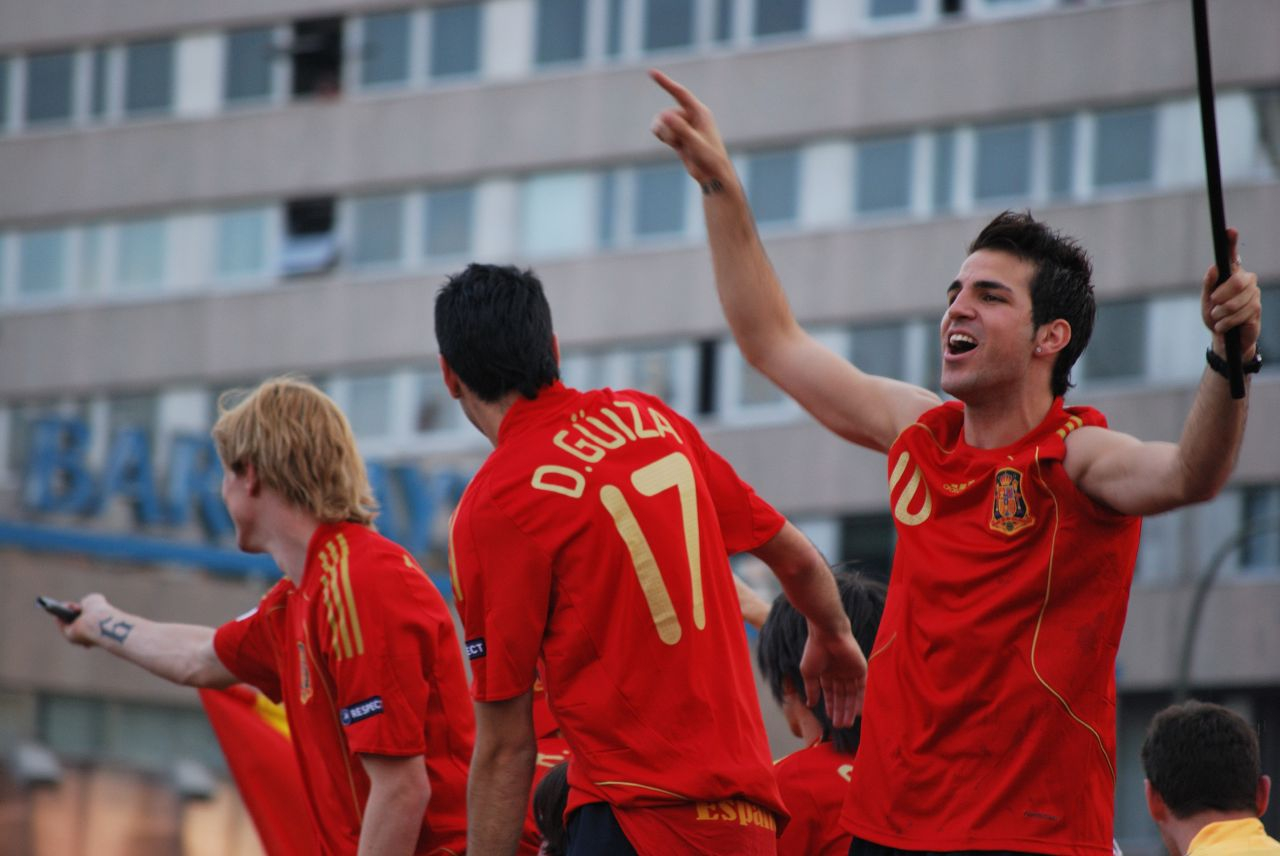
Fàbregas et la sélection, victorieux de l'Euro 2008.

Pour l'Euro 2008, Fàbregas porte le no 10, à la place du 18. Il ne joue essentiellement que comme remplaçant, mais son impact sur le parcours de l'Espagne est considérable. Il inscrit son premier but en équipe nationale lors de cette compétition, lors de la victoire 4-1 face à la Russie. L'Espagne gagne ses deux autres matchs de poule et rencontre l'Italie en quarts de finale. Le match, fermé, se termine aux tirs au but, et c'est Fàbregas qui inscrit le pénalty de la victoire. En demis, il distribue deux passes décisives, et son équipe écrase la Russie 3 à 0. En finale, Fàbregas est titulaire contre l'Allemagne, et après 44 ans de disette, l'Espagne remporte enfin un titre majeur, grâce au but de Fernando Torres. Fàbregas termine meilleur passeur du tournoi (3 passes décisives), à égalité avec Hamit Altintop. Il est enfin sélectionné dans l'équipe type du tournoi, constituée de 23 joueurs désignés par l'équipe technique de l'UEFA.

##### Coupe des confédérations 2009
Fàbregas retrouve l'équipe nationale en tournoi officiel lors de la Coupe des confédérations 2009, se déroulant au mois de juin en Afrique du Sud. Il marque son deuxième but en sélection lors de l'écrasante victoire des Espagnols contre les Néo-Zélandais après avoir offert le premier but à Fernando Torres (5-0). Sur le banc pour la victoire face à l'Irak (1-0), Fàbregas est de retour dans le 11 type contre l'Afrique du Sud. Excellent, il obtient un penalty que David Villa ratera avant de voir sa frappe se transformer en passe décisive pour Fernando Llorente pour une victoire synonyme de qualification pour les demi-finales (2-0).
Toutefois, Fàbregas et la Roja sont éliminés en demi-finale par les États-Unis (0-2). Lors de la petite finale contre les Sud-Africains une nouvelle fois, le no 10 assiste à la victoire des siens en prolongations depuis le banc de touche (3-2 ap).

##### Coupe du monde 2010
En 2010, il fait partie des vingt-trois Espagnols prenant part à la Coupe du monde en Afrique du Sud. Durant la compétition, il ne joue que comme remplaçant, Vicente del Bosque lui préférant la doublette de récupérateurs Xabi Alonso-Sergio Busquets dans l'entre-jeu espagnol. Le no 10 espagnol ne prend pas part à la première rencontre perdue par l'Espagne face à la Suisse (0-1). S'il entre en jeu lors des deux autres rencontres de poules face au Honduras (2-0) et au Chili (1-2), il ne joue jamais plus d'une demi-heure. Non utilisé lors du huitième de finale contre le Portugal (1-0), il remplace Fernando Torres peu avant l'heure de jeu lors du quart de finale contre le Paraguay où il tire sur le poteau avant que le ballon ne revienne sur David Villa qui inscrira le but victorieux (1-0). Malgré sa bonne performance, Cesc Fàbregas ne jouera pas une minute face aux Allemands lors de la demi-finale (0-1). En finale, il entre en fin de match, et adresse, pendant la prolongation, une passe décisive à Andrés Iniesta permettant à l'Espagne de marquer l'unique but du match. Fàbregas est ainsi sacré champion du monde, deux ans après son titre de champion d'Europe (1-0 ap).

##### Euro 2012

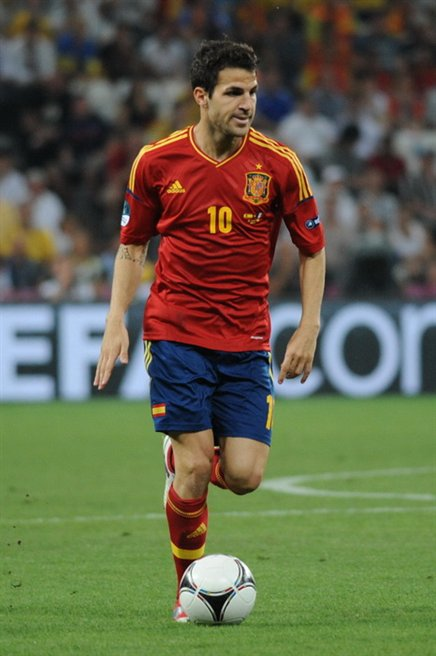
Cesc Fàbregas pendant l'Euro 2012.

Pour son entrée dans l'Euro 2012, Vicente del Bosque choisit de titulariser Fàbregas à la pointe de l'attaque de la Roja plutôt que Fernando Llorente, Álvaro Negredo ou encore Fernando Torres. Grand bien lui a pris puisque le no 10 espagnol inscrit le but de l'égalisation face à l'Italie permettant aux siens de prendre 1 point (1-1). Malgré sa bonne première prestation, le sélectionneur espagnol confie la pointe de l'attaque à Fernando Torres face à l'Irlande. Même si l'attaquant de Chelsea inscrit un doublé, il est remplacé par Fàbregas qui marquera un but plein de hargne après lequel il évacuera sa colère d'avoir été remplaçant (4-0). Une nouvelle fois cantonné au rôle de joker de luxe face à la Croatie, le Catalan sort du banc de touche en fin de partie et débloque la situation d'un magnifique ballon piqué pour Andrés Iniesta, à la limite du hors-jeu, qui servira Jesús Navas pour le seul but du match (1-0). La Roja sort donc première de son groupe avec 7 points et retrouve la France qu'elle n'a jamais battu en compétition officielle. Une nouvelle fois préféré à l'attaquant de Chelsea pour entamer le quart de finale face aux Bleus, il est remplacé peu après l'heure de jeu et voit les siens s'imposer 2-0 pour retrouver le voisin portugais en demi-finale. Rentré en jeu à la place d'Álvaro Negredo, Cesc Fàbregas permet à son équipe de reprendre la possession du ballon face à une Selecção très entreprenante. Ne parvenant pas à se défaire l'une de l'autre, les deux équipes partent en prolongations puis aux tirs au but, et c'est lui qui inscrit le dernier tir victorieux envoyant les siens disputer leur troisième finale consécutive (0-0, 2-4 tab). Permettant à la Roja de poser beaucoup de difficultés à ses adversaires lorsque Fàbregas est aligné en pointe, Vicente del Bosque lui accorde à nouveau sa confiance pour affronter l'Italie lors de la finale. Le no 10 ne le déçoit pas et est l'auteur de la passe décisive pour David Silva sur l'ouverture du score. La Squadra Azzurra se fait étriller 4-0 et Fàbregas demandera même à être remplacé par solidarité avec Fernando Torres qui marquera le troisième but avant d'offrir le dernier à Juan Mata. Cesc Fàbregas fait donc partie de l'équipe d'Espagne qui réalise le triplé historique Euro 2008-Coupe du monde 2010-Euro 2012.

##### Coupe des confédérations 2013
Toujours victime de l'embouteillage de talents au milieu de terrain espagnol, Fàbregas est encore utilisé en attaque mais sur un côté cette fois-ci, à l'heure d'affronter l'Uruguay, pour entamer la Coupe des confédérations 2013. Excellent, le no 10 trouve le poteau avant d'être à l'origine du corner de l'ouverture du score puis passeur décisif pour Soldado et de céder sa place, peu après l'heure de jeu, sous les félicitations de ses coéquipiers (2-1). Contre Tahiti, Fàbregas ne rentre qu'à 20 minutes de la fin pour une victoire historique 10-0 des remplaçants de la Roja assurant quasiment un billet pour les demi-finales. Pour le dernier match de poule face au Nigeria, Fàbregas est de nouveau aligné sur le flanc droit de l'attaque et touchera les bois adverses avant de céder sa place peu après la mi-temps à cause d'une gêne musculaire (0-3). Comme son coéquipier Soldado également sorti sur blessure, Fàbregas est incertain pour la demi-finale contre l'Italie,. Trop juste, c'est donc du banc de touche que le Catalan assiste à la difficile victoire des siens aux tirs au but contre la Squadra Azzura (0-0, 7-6 tab) pour s'offrir un billet pour la finale face à l'hôte brésilien. Alors qu'on l'attendait titulaire, Fàbregas est une nouvelle fois laissé sur le banc d'où il ne peut que constater la correction infligée par le Brésil en finale (3-0).

##### Coupe du monde 2014
Avec Xavi, Busquets et Xabi Alonso au milieu et Iniesta, David Silva et une véritable pointe, Diego Costa en attaque, Fàbregas suit l'humiliation des siens face aux Pays-Bas et ne rentre que pour les dix dernières minutes, le temps d'encaisser un dernier but (1-5). Après la correction reçue en entrée de compétition, les Espagnols n'ont plus le droit à l'erreur face au Chili déjà vainqueur de l'Australie en premier match alors que les Pays-Bas se sont qualifiés un peu plus tôt. Une nouvelle fois sur le banc, Fàbregas assistera, impuissant, à une nouvelle désillusion des siens, synonyme d'élimination dès le premier tour, puisqu'avec cette seconde victoire, les Chiliens se sont également assurés une place en huitièmes de finale (0-2). Alors que Fàbregas est attendu titulaire pour le dernier match des siens dans la compétition, il se fait exclure de l'entrainement par son sélectionneur, Vicente del Bosque, quelques jours auparavant, ce dernier lui reprochant son manque d'investissement à l'entrainement. Il fera donc son entrée en jeu à la vingt minutes de la fin, le temps pour le Blues de distribuer une passe décisive à Juan Mata pour clore le match (0-3) avant de quitter la compétition par la petite porte.

##### Euro 2016
Membre d'une liste provisoire de 25 joueurs espagnols sélectionnés pour disputer l'Euro 2016, il fait partie de la liste définitive de 23 joueurs qui représentent le double champion en titre. Pour la première fois de sa carrière en équipe nationale, Fàbregas commence une compétition internationale à son poste de prédilection de milieu de terrain au moment d'affronter la Tchéquie. Il est remplacé à la 70e minute et voit donc les siens s'imposer en fin de partie depuis le banc de touche (1-0). Il est toujours titulaire lors du deuxième match face à la Turquie. L'équipe d'Espagne s'impose facilement pour se qualifier pour les 8e de finale avant que le Fàbregas ne laisse sa place à vingt minutes du terme (3-0). Lors du choc du groupe D pour la première place face à la Croatie, Fàbregas déverrouille rapidement le match à la suite d'un une-deux avec David Silva avant de piquer son ballon au-dessus du gardien pour l'ouverture du score d'Álvaro Morata mais les Espagnols se font rejoindre au score avant de se faire dépasser en toute fin de match, cinq minutes après la sortie de Fàbregas (1-2). Lors du choc des huitièmes contre l'Italie, les Espagnols sont très vite dépassés et se font sortir, mettant ainsi fin à leur rêve de triplé dans une compétition où Fàbregas, notamment, n'aura pas été à la hauteur à la suite des départs en retraite de Xavi et Xabi Alonso (2-0),. Après cette compétition, le milieu de terrain ne sera plus appelé en sélection.

#### En équipe de Catalogne

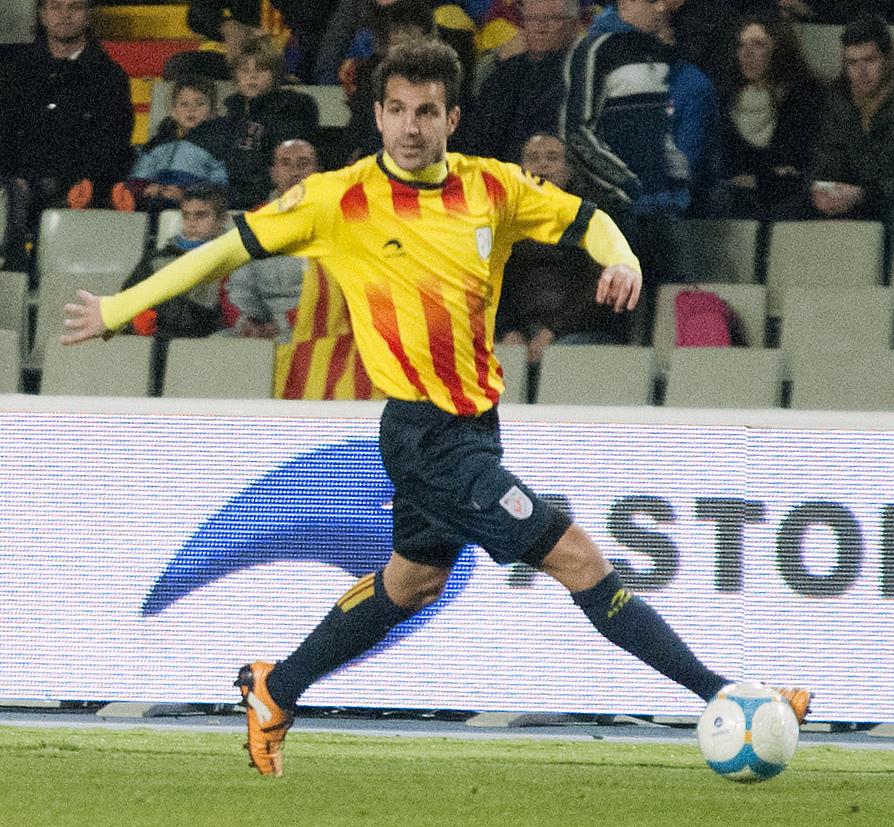
Fàbregas avec la sélection catalane

Par moments, les Catalans du FC Barcelone et d'autres clubs honorent des sélections en équipe de Catalogne. Fabregas en fait partie avec notamment Víctor Valdés, Gerard Piqué, Xavi, Sergio Busquets ou encore Jordi Alba.

## Style de jeu

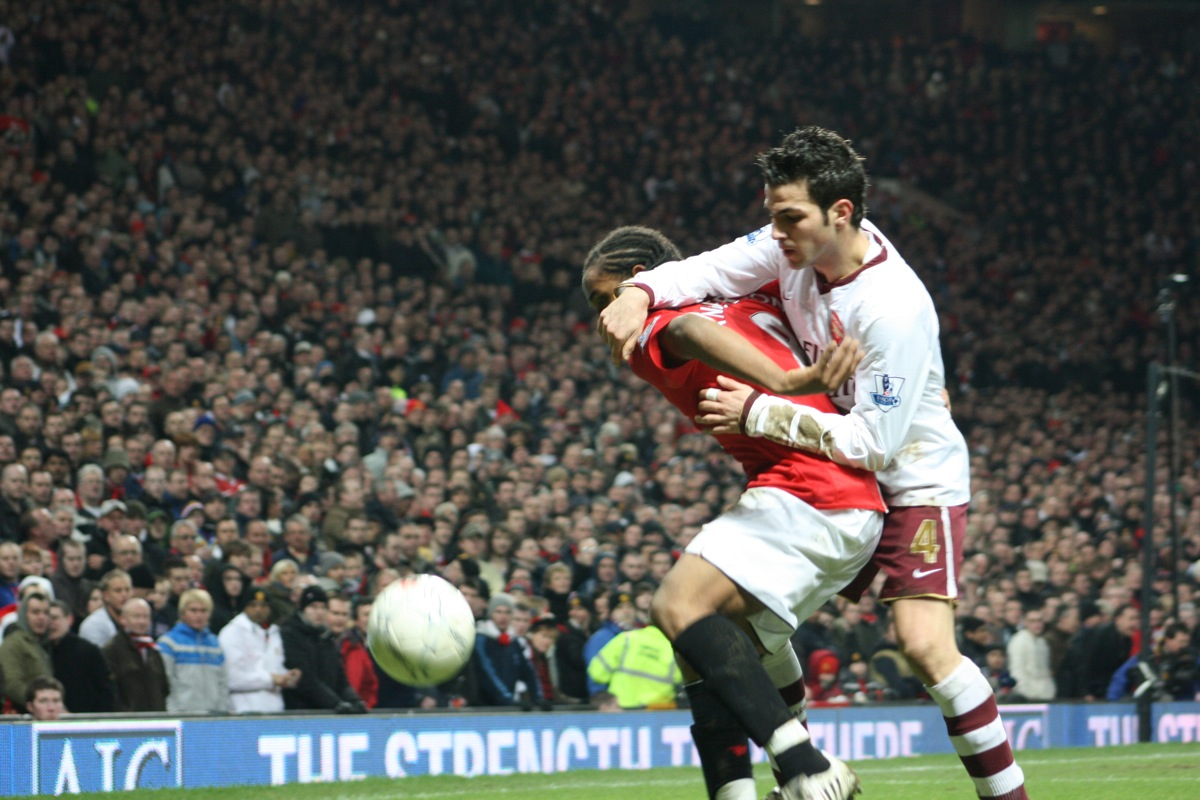
Fàbregas au duel avec Anderson à Old Trafford lors de la saison 2007-2008.

Fàbregas évolue au milieu de terrain et a principalement le rôle d'un meneur de jeu, son atout principal résidant dans son éventail de passes. Il était essentiel pour Arsenal, apportant vision du jeu — Wenger le compare dans ce domaine à Michel Platini —, créativité, et dévouement, et fait preuve de beaucoup de maturité malgré son jeune âge. Il est également l'un des tireurs de corners et de coups francs de l'équipe.
Fàbregas a expliqué que même si Patrick Vieira lui a servi de modèle et de mentor, il calque plutôt son style de jeu sur son idole d'enfance et compatriote, Pep Guardiola. Il est donc différent de ses prédécesseurs à ce poste à Arsenal, optant pour la technique au détriment du physique. D'ailleurs, au départ, les critiques fusaient sur son petit gabarit et son jeu moins agressif ; même son ancien coéquipier, Ashley Cole, l'avait décrit, dans son autobiographie, comme un « poids plume qu'on place au milieu de terrain et à qui on demande d'aller repousser l'opposition ».
Cependant, les statistiques de Fàbregas se sont améliorées au fil des saisons, et il s'est tourné vers un style de jeu plus agressif. Il admet toutefois que son point faible résidait dans le peu de buts qu'il inscrivait lors de ses premières saisons ; ces problèmes s'appliquent aussi à Arsenal dans son ensemble. La donne change au début de la saison 2007-2008, puisqu'il inscrit 11 buts en 16 rencontres, et Arsène Wenger déclare que les difficultés de l'espagnol à la finition relevaient surtout d'un problème mental.
Depuis son retour au FC Barcelone, Fàbregas dévoile aux yeux de tous son talent et son instinct de buteur. Il a la faculté d'être un milieu à la fois performant dans ses passes et ses déviations mais aussi pour sa finition devant le but. Un début de saison 2011-2012 en trombe sous ses nouvelles couleurs avec pas moins de 9 buts à la moitié de la Liga. Pep Guardiola n'hésite pas à le placer en "faux numéro 9". Une position qu'il connaitra régulièrement au cours de cette saison et qui lui permet d'être un milieu de terrain très dangereux et très présent dans la surface. Par ailleurs, Vicente del Bosque le convoque pour l'Euro 2012 et l'utilise dès le premier match à cette position mettant Torres, Llorente ou encore Negredo sur le banc. Pari gagnant puisqu'il marque le but égalisateur face à l'Italie, ainsi que le dernier but contre Irlande dans un groupe très relevé où le moindre point vaut de l'or. En finale de l'Euro 2012, encore face à l'Italie, Fàbregas est titularisé à la pointe de l'attaque et offre le premier but à Espagne et à David Silva.
Lors de la saison 2012-2013, il est très souvent aligné en tant qu'attaquant de pointe lors des absences de Lionel Messi. Même si ce poste n'est pas son poste de prédilection et qu'il n'apprécie guère y jouer, il en profite pour inscrire le premier triplé de sa carrière.
Sous les ordres de José Mourinho à Chelsea, Cesc Fàbregas retrouve son poste de formation, celui de milieu relayeur avec Nemanja Matic derrière le meneur de jeu brésilien, Oscar. Cette position sur le terrain lui permet de plus participer au jeu qu'à Barcelone où il évoluait en pointe, et peut désormais de nouveau distribuer de nombreuses passes décisives comme en ce début de saison 2014-2015. De l'avis même de l'Espagnol, ce retour à son vrai poste lui permet de jouer le meilleur football de sa carrière. Avec le retour en forme de Ramires au poste de milieu relayeur au côté de Nemanja Matic, Fàbregas se voit confier les clés du milieu de terrain en montant d'un cran, en milieu offensif, juste derrière l'attaquant, ce qui lui permet de livrer de nombreuses passes décisives.

Le 31 décembre 2016, Fàbregas délivre sa 100e passe décisive en Premier League contre Stoke City FC et entre dans le livre des records en devenant le joueur le plus rapide à atteindre la barre des 100 assists en Championnat anglais en 293 rencontres (Ryan Giggs avait eu besoin de disputer 367 matchs).

## Statistiques

### Statistiques par saison
| Saison                | Club                  | Championnat           | Championnat | Championnat | Championnat | Coupe(s) nationale(s) | Coupe(s) nationale(s) | Coupe(s) nationale(s) | Supercoupe | Supercoupe | Supercoupe | Compétition(s) continentale(s) | Compétition(s) continentale(s) | Compétition(s) continentale(s) | Compétition(s) continentale(s) | Supercoupe UEFA | Supercoupe UEFA | Supercoupe UEFA | Coupe du monde des clubs | Coupe du monde des clubs | Coupe du monde des clubs | Espagne | Espagne | Espagne | Total | Total | Total |
| Saison                | Club                  | Division              | M.          | B.          | P.d.        | M.                    | B.                    | P.d.                  | M.         | B.         | P.d.       | Comp.                          | M.                             | B.                             | P.d.                           | M.              | B.              | P.d.            | M.                       | B.                       | P.d.                     | M.      | B.      | P.d.    | M.    | B.    | P.d.  |
| 2003-2004             | Arsenal FC            | PL                    | -           | -           | -           | 3                     | 1                     | 0                     | -          | -          | -          | C1                             | -                              | -                              | -                              | -               | -               | -               | -                        | -                        | -                        | -       | -       | -       | 3     | 1     | 0     |
| 2004-2005             | Arsenal FC            | PL                    | 33          | 2           | 5           | 7                     | 0                     | 1                     | 1          | 0          | 0          | C1                             | 5                              | 1                              | 0                              | -               | -               | -               | -                        | -                        | -                        | -       | -       | -       | 46    | 3     | 6     |
| 2005-2006             | Arsenal FC            | PL                    | 35          | 3           | 5           | 1                     | 0                     | 0                     | 1          | 1          | 0          | C1                             | 13                             | 1                              | 2                              | -               | -               | -               | -                        | -                        | -                        | 8       | 0       | 2       | 58    | 5     | 9     |
| 2006-2007             | Arsenal FC            | PL                    | 38          | 2           | 11          | 6                     | 0                     | 2                     | -          | -          | -          | C1                             | 10                             | 2                              | 1                              | -               | -               | -               | -                        | -                        | -                        | 8       | 0       | 2       | 62    | 4     | 16    |
| 2007-2008             | Arsenal FC            | PL                    | 32          | 7           | 17          | 3                     | 0                     | 1                     | -          | -          | -          | C1                             | 10                             | 6                              | 2                              | -               | -               | -               | -                        | -                        | -                        | 16      | 1       | 5       | 61    | 14    | 25    |
| 2008-2009             | Arsenal FC            | PL                    | 22          | 3           | 8           | 1                     | 0                     | 0                     | -          | -          | -          | C1                             | 10                             | 0                              | 5                              | -               | -               | -               | -                        | -                        | -                        | 9       | 1       | 4       | 42    | 4     | 17    |
| 2009-2010             | Arsenal FC            | PL                    | 27          | 15          | 13          | 1                     | 0                     | 1                     | -          | -          | -          | C1                             | 8                              | 4                              | 2                              | -               | -               | -               | -                        | -                        | -                        | 13      | 4       | 2       | 49    | 23    | 18    |
| 2010-2011             | Arsenal FC            | PL                    | 25          | 3           | 11          | 6                     | 3                     | 1                     | -          | -          | -          | C1                             | 5                              | 3                              | 2                              | -               | -               | -               | -                        | -                        | -                        | 4       | 0       | 1       | 40    | 9     | 15    |
| Sous-total            | Sous-total            | Sous-total            | 212         | 35          | 70          | 28                    | 4                     | 6                     | 2          | 1          | 0          | -                              | 61                             | 17                             | 14                             | -               | -               | -               | -                        | -                        | -                        | 58      | 6       | 16      | 361   | 63    | 106   |
| 2011-2012             | FC Barcelone          | Liga                  | 28          | 9           | 8           | 8                     | 3                     | 6                     | 1          | 0          | 0          | C1                             | 9                              | 1                              | 3                              | 1               | 1               | 0               | 1                        | 1                        | 0                        | 11      | 4       | 3       | 59    | 19    | 20    |
| 2012-2013             | FC Barcelone          | Liga                  | 32          | 11          | 11          | 7                     | 2                     | 1                     | 1          | 0          | 0          | C1                             | 8                              | 1                              | 0                              | -               | -               | -               | -                        | -                        | -                        | 14      | 3       | 4       | 62    | 17    | 16    |
| 2013-2014             | FC Barcelone          | Liga                  | 36          | 8           | 13          | 8                     | 4                     | 1                     | 2          | 0          | 0          | C1                             | 9                              | 1                              | 1                              | -               | -               | -               | -                        | -                        | -                        | 8       | 0       | 2       | 63    | 13    | 17    |
| Sous-total            | Sous-total            | Sous-total            | 96          | 28          | 32          | 23                    | 9                     | 8                     | 4          | 0          | 0          | -                              | 26                             | 3                              | 4                              | 1               | 1               | 0               | 1                        | 1                        | 0                        | 33      | 7       | 9       | 184   | 49    | 53    |
| 2014-2015             | Chelsea FC            | PL                    | 34          | 3           | 18          | 5                     | 0                     | 2                     | -          | -          | -          | C1                             | 8                              | 2                              | 3                              | -               | -               | -               | -                        | -                        | -                        | 6       | 1       | 2       | 53    | 6     | 25    |
| 2015-2016             | Chelsea FC            | PL                    | 37          | 5           | 7           | 4                     | 0                     | 1                     | 1          | 0          | 0          | C1                             | 7                              | 1                              | 1                              | -               | -               | -               | -                        | -                        | -                        | 13      | 1       | 4       | 62    | 7     | 13    |
| 2016-2017             | Chelsea FC            | PL                    | 29          | 5           | 12          | 8                     | 2                     | 1                     | -          | -          | -          | -                              | -                              | -                              | -                              | -               | -               | -               | -                        | -                        | -                        | -       | -       | -       | 37    | 7     | 13    |
| 2017-2018             | Chelsea FC            | PL                    | 32          | 2           | 4           | 8                     | 0                     | 4                     | 1          | 0          | 0          | C1                             | 8                              | 1                              | 1                              | -               | -               | -               | -                        | -                        | -                        | -       | -       | -       | 49    | 3     | 9     |
| 2018-2019             | Chelsea FC            | PL                    | 6           | 0           | 0           | 4                     | 1                     | 0                     | 1          | 0          | 0          | C3                             | 5                              | 0                              | 2                              | -               | -               | -               | -                        | -                        | -                        | -       | -       | -       | 16    | 1     | 2     |
| Sous-total            | Sous-total            | Sous-total            | 138         | 15          | 41          | 29                    | 3                     | 8                     | 3          | 0          | 0          | -                              | 28                             | 4                              | 7                              | -               | -               | -               | -                        | -                        | -                        | 19      | 2       | 6       | 217   | 24    | 62    |
| 2018-2019             | AS Monaco             | Ligue 1               | 13          | 1           | 0           | 2                     | 0                     | 0                     | -          | -          | -          | -                              | -                              | -                              | -                              | -               | -               | -               | -                        | -                        | -                        | -       | -       | -       | 15    | 1     | 0     |
| 2019-2020             | AS Monaco             | Ligue 1               | 18          | 0           | 3           | 4                     | 0                     | 0                     | -          | -          | -          | -                              | -                              | -                              | -                              | -               | -               | -               | -                        | -                        | -                        | -       | -       | -       | 22    | 0     | 3     |
| 2020-2021             | AS Monaco             | Ligue 1               | 20          | 2           | 3           | 5                     | 1                     | 3                     | -          | -          | -          | -                              | -                              | -                              | -                              | -               | -               | -               | -                        | -                        | -                        | -       | -       | -       | 25    | 3     | 6     |
| 2021-2022             | AS Monaco             | Ligue 1               | 2           | 0           | 0           | 0                     | 0                     | 0                     | -          | -          | -          | C1+C3                          | 2+1                            | 0+0                            | 0+0                            | -               | -               | -               | -                        | -                        | -                        | -       | -       | -       | 5     | 0     | 0     |
| Sous-total            | Sous-total            | Sous-total            | 53          | 3           | 6           | 11                    | 1                     | 3                     | 0          | 0          | 0          | -                              | 3                              | 0                              | 0                              | -               | -               | -               | -                        | -                        | -                        | -       | -       | -       | 67    | 4     | 9     |
| 2022-2023             | Côme 1907             | Serie B               | 17          | 0           | 2           | -                     | -                     | -                     | -          | -          | -          | -                              | -                              | -                              | -                              | -               | -               | -               | -                        | -                        | -                        | -       | -       | -       | 17    | 0     | 2     |
| Total sur la carrière | Total sur la carrière | Total sur la carrière | 516         | 81          | 151         | 91                    | 17                    | 25                    | 9          | 1          | 0          | -                              | 118                            | 24                             | 25                             | 1               | 1               | 0               | 1                        | 1                        | 0                        | 110     | 15      | 31      | 846   | 140   | 232   |

### Buts internationaux
(Mis à jour le 1er juin 2016)
| Buts internationaux de Cesc Fàbregas | Buts internationaux de Cesc Fàbregas | Buts internationaux de Cesc Fàbregas               | Buts internationaux de Cesc Fàbregas | Buts internationaux de Cesc Fàbregas | Buts internationaux de Cesc Fàbregas | Buts internationaux de Cesc Fàbregas |
| 0                                    | Date                                 | Lieu                                               | Adversaire                           | Score                                | Résultats                            | Compétitions                         |
| ------------------------------------ | ------------------------------------ | -------------------------------------------------- | ------------------------------------ | ------------------------------------ | ------------------------------------ | ------------------------------------ |
| 1                                    | 10 juin 2008                         | Tivoli Neu, Innsbruck, Autriche                    | Russie                               | 4-1                                  | 4-1                                  | Euro 2008                            |
| 2                                    | 14 juin 2009                         | Royal Bafokeng Stadium, Rustenburg, Afrique du Sud | Nouvelle-Zélande                     | 4-0                                  | 5-0                                  | Coupe des confédérations 2009        |
| 3                                    | 9 septembre 2009                     | Stade Romano, Mérida, Espagne                      | Estonie                              | 1-0                                  | 3-0                                  | Qualifications Coupe du monde 2010   |
| 4                                    | 10 octobre 2009                      | Stade Hrazdan, Erevan, Arménie                     | Arménie                              | 0-1                                  | 1-2                                  | Qualifications Coupe du monde 2010   |
| 5                                    | 18 novembre 2009                     | Ernst-Happel-Stadion, Vienne, Autriche             | Autriche                             | 1-1                                  | 1-5                                  | Match amical                         |
| 6                                    | 8 juin 2010                          | Estadio Nueva Condomina, Murcie, Espagne           | Pologne                              | 4-0                                  | 6-0                                  | Match amical                         |
| 7                                    | 2 septembre 2011                     | AFG Arena, Saint-Gall, Suisse                      | Chili                                | 2-2                                  | 3-2                                  | Match amical                         |
| 8                                    | 2 septembre 2011                     | AFG Arena, Saint-Gall, Suisse                      | Chili                                | 3-2                                  | 3-2                                  | Match amical                         |
| 9                                    | 10 juin 2012                         | PGE Arena Gdańsk, Gdańsk, Pologne                  | Italie                               | 1-1                                  | 1-1                                  | Euro 2012                            |
| 10                                   | 14 juin 2012                         | PGE Arena Gdańsk, Gdańsk, Pologne                  | République d'Irlande                 | 4-0                                  | 4-0                                  | Euro 2012                            |
| 11                                   | 15 août 2012                         | Estadio Juan Ramón Loubriel, Bayamón, Porto Rico   | Porto Rico                           | 0-2                                  | 1-2                                  | Match amical                         |
| 12                                   | 6 février 2013                       | Khalifa International Stadium, Doha, Qatar         | Uruguay                              | 1-0                                  | 3-1                                  | Match amical                         |
| 13                                   | 8 juin 2013                          | Sun Life Stadium, Miami, États-Unis                | Haïti                                | 2-0                                  | 2-1                                  | Match amical                         |
| 14                                   | 11 juin 2015                         | Estadio Reino de León, León, Espagne               | Costa Rica                           | 2-1                                  | 2-1                                  | Match amical                         |
| 15                                   | 1er juin 2016                        | Red Bull Arena, Salzbourg, Autriche                | Corée du Sud                         | 2-0                                  | 6-1                                  | Match amical                         |

## Palmarès
| Arsenal FC (2) | FC Barcelone (6) | Chelsea FC (5) | AS Monaco (0)                        | Équipe d'Espagne (3) |
| --- | --- | --- | ------------------------------------ | --- |
| - Community Shield : - Vainqueur : 2004 - Finaliste : 2005 - Coupe d'Angleterre : - Vainqueur : 2005 - Coupe de la Ligue anglaise : - Finaliste : 2007 - Ligue des champions : - Finaliste : 2006 | - Liga : - Champion : 2013 - Coupe d'Espagne : - Vainqueur : 2012 - Finaliste : 2014 - Supercoupe d'Espagne : - Vainqueur : 2011 et 2013 - Finaliste : 2012 - Supercoupe de l'UEFA : - Vainqueur : 2011 - Coupe du monde des clubs : - Vainqueur : 2011 | - Premier League : - Champion : 2015 et 2017 - Coupe d'Angleterre : - Vainqueur : 2018 - Finaliste : 2017 - Coupe de la Ligue anglaise : - Vainqueur : 2015 - Community Shield : - Finaliste : 2015, 2017, 2018 - Ligue Europa : - Vainqueur : 2019 | - Coupe de France - Finaliste : 2021 | - Championnat d'Europe : - Vainqueur : 2008 et 2012 - Coupe du monde : - Vainqueur : 2010 - Coupe des confédérations : - Finaliste : 2013 - Troisième : 2009 - Coupe du monde des moins de 17 ans : - Finaliste : 2003 - Championnat d'Europe des moins de 17 ans : - Finaliste : 2004 |

### Récompenses individuelles
2003 :
- Meilleur buteur et meilleur joueur de la Coupe du monde des moins de 17 ans 2003

2004 :
- Meilleur joueur du Championnat d'Europe des moins de 17 ans 2004

2006 :
- Trophée Bravo (Meilleur joueur européen de moins de 21 ans) en 2006
- Meilleur joueur d'Arsenal (élu par les supporters): mars, août, octobre et novembre en 2006
- Golden Boy (Ballon d'Or des moins 21 ans) en 2006
- Membre de l'équipe type de l'année de l'UEFA en 2006

2007 :
- Joueur du mois de Premier League en janvier et septembre 2007
- Meilleur passeur de la Premier League 2006-2007 à égalité avec Wayne Rooney avec 11 passes décisives
- Meilleur joueur d'Arsenal (élu par les supporters) de la Premier League 2006-2007
- Meilleur joueur d'Arsenal (élu par les supporters) en avril, août, septembre et octobre 2007

2008 :
- Meilleur joueur d'Arsenal (élu par les supporters) en mars et avril 2008
- Jeune joueur de l'année PFA (en) de la Premier League 2007-2008
- Membre de l'équipe type de la Premier League 2007-2008
- Meilleur passeur de la Premier League 2007-2008 avec 16 passes décisives
- Meilleur passeur de l'Euro 2008 à égalité avec Hamit Altintop avec 3 passes décisives
- Membre de l'équipe type de l'Euro 2008
- Meilleur joueur d'Arsenal (élu par les supporters) de la Premier League 2007-2008
- Membre de l'équipe type de l'année de l'UEFA en 2008

2009 :
- Meilleur joueur d'Arsenal (élu par les supporters) en octobre, novembre et décembre 2009

2010 :
- Meilleur joueur d'Arsenal (élu par les supporters) en janvier et février 2010
- Deuxième meilleur passeur de la Premier League 2009-2010 avec 13 passes décisives
- Membre de l'équipe type de la Premier League 2009-2010
- Meilleur joueur d'Arsenal (élu par les supporters) de la Premier League 2009-2010

2011 :
- Troisième meilleur passeur de la Premier League 2010-2011 à égalité avec Wayne Rooney, Andreï Archavine et Leighton Baines avec 11 passes décisives.

2012 :
- Membre de l'équipe type de l'Euro 2012[137].

2014
- Deuxième meilleur passeur de la Liga 2013-2014 à égalité avec Koke avec 13 passes décisives

2015
- Meilleur passeur de la Premier League 2014-2015 avec 18 passes décisives

### Records
- Plus jeune joueur à débuter avec Arsenal : 16 ans 177 jours (v. Rotherham United, League Cup, 28 octobre 2003)[7].
- Plus jeune buteur de l'histoire d'Arsenal : 16 ans 212 jours (v. Wolves, League Cup, 2 décembre 2003)[8].
- Seul joueur de l'histoire de la Premier League à atteindre la barre des 15 passes décisives dans 2 clubs différents: 16 passes décisives lors de la saison 2007-2008 avec Arsenal et 18 passes décisives lors de la saison 2014-2015 avec Chelsea[138].

## Vie privée
À 16 ans, Cesc Fabregas tombe amoureux de Carla Dona Garcia, d'un an son aînée, à Barcelone. Lorsque le milieu de terrain s'envole pour Londres et rejoindre Arsenal, l'Espagnole le suit sans hésiter et s'installe avec lui. En 2011, et après 7 ans de relation, les amoureux de jeunesse décident de se séparer en même temps que le footballeur met fin à son histoire avec le club anglais.
Depuis, le Catalan vit avec Daniella Semaan, ex-femme d'un magnat de l'immobilier libanais. Le 10 avril 2013, alors que Fabregas, titulaire, affronte le Paris Saint-Germain en quart de finale de la Ligue des champions, sa femme accouche. Remplacé à l'heure de jeu par Lionel Messi, le no 4 file à l'hôpital où il rejoint Daniella et leur petite fille, Lia. Depuis, chaque fois qu'il marque un but, Cesc Fàbregas le célèbre en faisant un « L » avec ses doigts sur sa bouche pour sa fille jusqu'à son départ pour Chelsea. Le 16 janvier 2015, Fàbregas annonce sur Twitter que sa compagne Daniella Semaan est enceinte. Le 10 juillet 2015, sa compagne accouche d'une petite fille prénommée Capri. En octobre 2016, Fàbregas annonce sur Twitter que le couple attend leur troisième enfant, un garçon. Le petit Leonardo vient au monde le 4 avril 2017.

## Engagement politique
Cesc a défendu la cause catalane et la célébration d'un réferendum d'autodétermination en Catalogne.